# ゲームセンターCXの登場人物
ゲームセンターCXの登場人物（ゲームセンターシーエックスのとうじょうじんぶつ）では、フジテレビワンツーネクスト（フジテレビONE・フジテレビTWO・フジテレビNEXT）にて放送の、有野晋哉（よゐこ）がメインパーソナリティーを務めるゲームバラエティ番組『ゲームセンターCX』における登場人物および番組キャラクターについて解説する。

## 有野課長

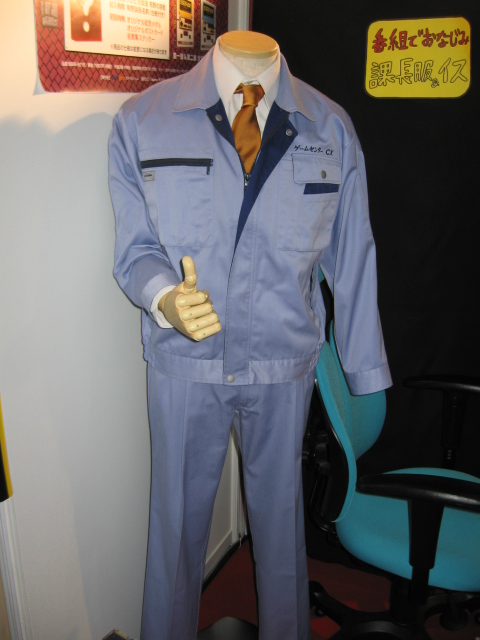
有野が着用している作業服。これは課長昇進後の紫色の物（2006年9月「東京ゲームショウ2006」会場物販ブースにて）

お笑い芸人「よゐこ」の有野晋哉が扮する、『ゲームセンターCX』のメインパーソナリティー。架空の会社「株式会社 ゲームセンターCX興業」の一課長という設定。有野自身や番組ファンは、肩書きである「課長」と呼称することが多い。番組スタッフのほとんどは基本的に「有野さん」と呼ぶ。テロップのカラーは青。
番組開始当初の肩書は「主任」、第1シーズンのSPより「課長代理」に昇進した。その後、第3シーズンの挑戦ゲームを全てクリアしたことを機に「課長」へ昇進。しかし、第4シーズンでは初回から3連敗を喫し、#24『アクトレイザー』での敗北を受け「課長代理」に降格。その後のリベンジも果たせず、再び「主任」へ転落した。#25『クイズ殿様の野望』をなんとかクリアし、今後の活躍に期待を込めて「課長」へ復帰した。以降、肩書は変動せず現在に至っている。ちなみに有野は、番組内でたびたび「CEO」や「部長」への昇格を望む発言をしている。
1972年生まれの「ファミコン世代」である有野は、ノスタルジックな番組の企画と絶妙な親和性をみせ、ゲーム経験や年齢を問わず大きな支持を得ている。ゲームの腕前は決して高くないが、番組スタッフと協力し、努力と根気、持ち前の強運でエンディング画面を目指す姿に視聴者は共感を覚える。また、有野によるゲーム内容への弄りやスタッフとの掛け合い、プレイに対する愚痴も番組の魅力の一つである。相方の濱口優はゲームセンターCXを「有野の根の暗さが存分に出てる番組」と評している。
番組内では「取扱説明書を読まずにプレイする」、「ボス撃破・難関突破後に調子に乗って油断する」、「道中のアイテムに目が眩み、無謀にもゲットを試みて失敗し、残機を無駄にする」など、致命的な欠点が散見される。しかし、まぐれで強敵を撃破したり、隠しワープを偶然発見するなど、時折異常なほどの強運を見せる。有野は自らを「徐々に地道に進むのが課長の憎い所」と語っている。番組としては「希望が残されている限り立ち向かう」のが、有野の真骨頂にして哲学だという。
ゲームの腕前
ゲームの腕前における評価は軒並み低い。公私ともに長い間親交のある加藤浩次も下手だと認識している。しかし手に負えないほどではなく、矢部浩之の後輩は「ちょうどいい下手さ」だと評していた。一方、同じステージやボスに何時間も挑み続ける根気や集中力は認められている。
2010年12月31日放送の「大みそかだよ!有野課長!〜8年間の軌跡〜」にて、”有野はゲームが上手いか否か”という投票企画が行われた。ゲーム関係者や視聴者からさまざまな意見が寄せられ、最終的に「上手い」の票が上回った。第12シーズンでは9本中8本目挑戦の時点で負け越しが確定したり、3-4連敗を喫することもある。しかし短時間の収録においても、シーズン通算で6〜7割程度の勝率に鑑みて、必ずしもゲームが下手とは言えない。特に第15シーズン以降は8割以上の勝率を見せるなど、近年の上達は目覚ましい。また第24シーズン以降では10時間以内でのクリアも増加し、さらに腕前は上がっている模様。
課長としてゲーム漬けの有野だが、私生活においても夫婦ともにゲーム好きを公言している。しかし有野同様、妻もさほど上手くないという。番組では、妻の苦戦する『バイオハザード リベレーションズ アンベールド エディション』（Wii U）の最終ボスを有野が代わってクリア（最低難度モード）したエピソードが語られた。
得意ジャンルはパズルゲーム、苦手ジャンルはシューティングゲーム。ただし有野自身はアクションゲームを最も好み、他ジャンルのゲームをクリアしても「達成感がない」とぼやくことがある。
根気
有野の挑戦における魅力の一つ。有野自身は「同じステージ8時間やれる人やしな」と自画自賛している。「エンディングが見たい」という理由で延長を直訴し、放送が3回にわたることもある。ちなみに、延べ30時間を超える挑戦回は全てクリアしている。
またゲームオーバー後の戻しなど、地味な作業を時間をかけながらこなすのも有野の特徴。#114『ロックマン4』では、ライフを全回復するE缶を99個集めようとしたり、#131『水戸黄門』ではコンティニューアイテム「旅日記」を上限値99まで貯める作業を無言で1時間半続けた。
プレイの傾向
挑戦ソフトの方向性をつかみ、順調にプレイを進めていても「がっかりプレイ」と呼ばれる凡ミスを犯すことが珍しくない。
#118 - #119『F-ZERO』、#162 - #164『スーパードンキーコング2』など、プライベートで「カスカスになるまでやり込んだ」ゲームであっても、攻略法やテクニックはもちろん、ステージ構成までも失念していることが多い。だが「友達がいなかった時期」「独身だから時間はある」など、私生活での記憶は比較的覚えており、『チョロQ』挑戦回では「熱出しながらやってた」などのエピソードが多数語られた。
挑戦で一度身に付けたはずのテクニックを失念することは日常茶判事である。別日収録となる延長戦にて感覚を取り戻すべく進行が停滞したり、パリスペシャル回に挑戦した『マリオとワリオ』では、同日中にプレイしたステージさえ覚えていなかった。また、過去にプレイしたソフトの再挑戦やシリーズ作品挑戦の際には、当時のプレイを冷笑したり、突き放すような態度をとるが、プレイ再開後に当時の二の舞を演じるのがお約束である。
難関ステージのクリアや中ボス撃破では左手ガッツポーズ、全ステージクリアやラスボス撃破で両手ガッツポーズをするのが恒例となっている。その際にコントローラーを手から離してしまい、直後にミスとなることも多く、ナレーションでは頻繁に咎められている。
説明書や攻略本は基本的に読まない主義であり、致し方ない場合のみ「仕方なく」読む。これが原因で#75 - 76『スーパードンキーコング』におけるローリングアタックの存在に最後まで気付かなかった。また、#123『カービィボウル』での「がんばれボタン」によるニアミス修正を最終盤でようやく使用するなど、大幅な遠回りの末にクリアしたソフトは数知れない。
コンティニューミス、セーブミスによって地味な戻し作業を強いられるのも定番である。
凡ミスが目立つ一方で、時折見せる好プレイは「ミラクルプレイ」「課長ミラクル」「奇跡」などと呼ばれる。
得意ジャンル
閃きや思考力を必要とするパズルゲームを得意とし、「パズル課長」と呼ばれることもある。#149『迷宮島』などのいわゆるアクションパズルゲームや、アクションゲームにおいてパズル要素の含まれるステージなどでその実力を発揮する。得意ゆえに地味な手法のクリアを嫌う傾向があり、その場合は「気持ちが良くない」とぼやいたりする。
そのほか、クイズゲームおよびアドベンチャーゲームはスタッフの好アシストもあり、第16シーズンまでに挑戦の当該ジャンルソフトは全てクリアしている。クイズゲームにおける主な得意ジャンルは「アニメ」「ゲーム」「漫画」。
推理系、謎解きゲームも得意とし、現在まで全ての推理系ゲームをクリアしている（#180『殺意の階層 ソフトハウス連続殺人事件』のみクリアはしたがバッドエンディングにより挑戦失敗）。挑戦途中での推理が最終的に一致することも少なくない。特に#134『探偵 神宮寺三郎 新宿中央公園殺人事件』では、有野がプレイ中に披露した推理がほぼ全て的中している。
苦手ジャンル
シューティングゲームを特に苦手とし「鬼門」とされている。2010年9月9日放送のたまゲーにてプレイした『シューティングラブ。2007』での「シューティング技能検定」では、ゲーム年齢が「63歳」と判定された。『グラディウス』の初回挑戦時には、裏技を使用するも2面でプレイを断念した。その後の挑戦ではADのサポートもあり、5面クリアに成功している。
番組10周年を機にシューティング克服を目指し挑戦した#167『スカイキッド』は、コンティニューミスやあまりの高難度なため挑戦失敗。
#59『スーパーファンタジーゾーン』、#111『スーパースターフォース』、#193『R-TYPE I・II』などもクリアできていない。R-TYPEに至ってはステージ5に6時間を費やすなど不得意が顕著に表れた。番組スタッフの配慮なのかシューティングの挑戦は一時期少なくなる。ただし、近年は苦手意識も改善されているようで、#220・#221『超兄貴』での有野は「シューティングもいけると言われたい」と意気込みを語った。それ以降も#280『イメージファイト』や難関ソフトと名高い#330『アクスレイ』などを見事攻略している。
シューティング同様、スポーツゲームも苦手としている。漫画好きとして知られる有野だが、『キャプテン翼』をはじめスポーツ漫画はほとんど未読であり、スポーツの知識も他ジャンルと比較し疎い傾向にある。そのため、クイズゲームにおいてもスポーツ関連の問題では正解率が低い。
そのほか、ベルトスクロールアクションや対戦型格闘ゲームのようないわゆる格闘アクションも苦手とする。#22『ファイナルファイト』挑戦回にて、「格闘アクションでは、一定以上の反射神経、連射能力が自分にはない」と自己分析していた。#37『ストリートファイターII』ではダルシムを操り、飛び道具の連発でクリアしたが、直後に行われたスタッフとの五番勝負では2勝3敗と負け越している。
苦手な敵キャラクター
有野の主な宿敵として、レッドアリーマー（『魔界村』）、大臣（『プリンス・オブ・ペルシャ』）、イエローデビル（『ロックマン』）、カメック（『スーパーマリオシリーズ』）が挙げられ、該当キャラの出現時は特に苦戦を強いられる。そのほか、ドラゴン全般や飛び跳ねる魚、飛び回る鳥、「たまゲー」コーナーでたびたび登場する『はっぴーぴえろ』なども苦手とする。

## サポートAD
アシスタントディレクター（AD）の中でも、有野のプレイをサポートするために出演するADを“サポートAD”と呼び、番組内で重要な役割を果たす。サポートADは収録前にゲームのテストプレイ（ロケハン）を行い、ゲーム内容や攻略のヒントを有野へ伝え、時に有野に代わってプレイを行う。また、有野がクリアできなかったゲームに関しては、収録後にプレイしてエンディングまで到達させる。そのため、番組内では有野に次いで画面に映ることから、必然的に有野と絡むことが多くなる。サポートADは制作会社であるガスコイン・カンパニー（2008年10月1日以前はビーワイルド）に所属し、サポートAD卒業後も何らかの形で番組へ出演することがある。9代目AD以降は、1年から2年半程度で担当者が替わる。
東島真一郎（とうじま しんいちろう）
初代AD→番組卒業→アシスタントプロデューサー（AP）→フリーの制作→松竹芸能映画プロデューサー
1974年12月26日（50歳）生まれ。大阪府出身、東京都育ち。血液型B型。サポートADとしては実質2人目だが初代ADとされており、歴代番組ADの代表格。剣道三段。
黒く焼けた肌に短髪、あご髭を生やしている。天然を感じさせる言動に加え、おっとりとした素朴な声とおだやかな語り口調が特徴。はにかみ屋でもある。初登場は第1シーズン#5『スターフォース』。スタッフの中で唯一ラリオス5万点ボーナスを獲得できるとの触れ込みで登場したが、挑戦に失敗し不甲斐ない結果に終わった。ゲームの腕前は高くないが、第1シーズン#10『スーパーマリオブラザーズ2』挑戦回では、有野に「三角降り」を伝授し成功させるなど、有野の右腕として活躍する。
第2シーズン初回をもって、”映画監督を目指すべく渡米する”という名目で一度番組を離れた。第2シーズン最終回にて急遽ゲストという形で再登場を果たし、第3シーズン最終回で復帰。第4シーズンでは、アシスタントプロデューサーに昇格した。ゲームの腕前では後輩ADである笹野や浦川に一歩も二歩も譲るため、挑戦中は「応援役」や「西日を防ぐ役」などを買って出て、弄られ役に徹していた。
第4シーズン終了後に番組APを卒業するが、その後も各所で再登場している。クリスマス生スペシャル時にレポーターを務めて以降、生挑戦スペシャルの事前番組等でハンドマイクを持っての登場が定番化した。当番組の映画化の際にはプロデューサーを務めた。
英検4級だが英語が堪能であり、カンヌロケでは通訳を担当。2009年2月18日に放送された『今、ゲームセンターCXが熱い!』では、海外メディア（を装った企画番組）の取材に対し、流暢な英語でコメントを行っている。
2008年12月21日発売「DVD-BOX5」の特典映像『ドルアーガの塔』にて、2歳年上の彼女ができたことを報告。#97挑戦時に、有野へ指輪を見せる形で自身の結婚を報告。挙式には有野がお祝いのビデオレターを寄せたが、「ややウケ」だったとの事。#98コーナー「ゲームセンターCX NEWS」にて結婚式の模様が放送された。2010年12月24日発売「DVD-BOX7」の特典映像『バイナリィランド』にて、女児の誕生を報告。第21シーズン#237コーナー「仁義なき2Pプレイ マリオブラザーズ激闘編」への出演時、3人目の子どもの誕生を報告した。
任天堂公式Youtubeチャンネルで配信された姉妹企画『ゲームセンターDX』では、チーフオブザーバーとして登場。
ベストセレクションBlu-rayのオーディオコメンタリーにて、第2シーズンでの渡米は結局実現せず当時はアメリカに行っていないこと、現在は松竹芸能で制作に従事していることを明かした。
2018年10月28日、『ゲームセンターCX 15th感謝祭 有野の生挑戦 リベンジ七番勝負』（千葉・幕張メッセ国際展示場4-6ホール）にて行われた『忍者龍剣伝』のリベンジにて、笹野・浦川と共に登場。挑戦当時と同様に、会場内で「西日を防ぐ役」を務めた。
笹野大司（ささの ひろし）
2代目AD→ディレクター→大阪勤務の為番組卒業→株式会社ヴォックス→芸能マネージャー
1976年5月26日（49歳）生まれ、大阪府出身。既婚。近畿大学卒業。高校時代は野球部に在籍。彫りの深い端整な顔立ちと、ゲームの腕前の高さから有野に「最近のガンダムの主人公みたいやな」と形容された。愛称「有野のお助けメカ」「頼れる男」。好きなゲームソフトは『へべれけ』。
第2シーズン初回のラストにて番組初登場。当初は有野から過小評価されていたが、のちに「最も頼れる助っ人」と言われる。手汗をかきやすい体質で、助っ人プレイ後はコントローラや机がよく汗まみれになっていた。第2シーズン#3『魔界村』をギブアップした有野に代わりプレイし、30時間を費やして2周クリアを果たした。またイベントにて、最強助っ人の座を賭けた3代目AD浦川とのゲーム対決に勝利している。
第2シーズン#9からはディレクターに昇格し、『ロックマン2』から有野の挑戦の編集を担当。第3シーズン途中から助っ人としての出番は大幅に減少。第4シーズン終了後、人事異動により大阪勤務となったことで番組を離れ、関西ローカルの番組（『ごきげん!ブランニュ』など）制作に携わった。番組卒業後のゲスト出演は極めて少なく、第6シーズン#40『レッドアリーマーII』挑戦回に助っ人として登場。その後、2009年末ごろに単身赴任で東京に来ていた際、番組イベント「ハッピーマンを探せ!」に参加。その模様は、第12シーズン#96でのリポートで放送された。第12シーズン#97『忍者龍剣伝II 暗黒の邪神剣』では、スーツ姿で登場した。浦川と共に助っ人として有野をサポートしたが、初プレイのソフトということで不甲斐ない結果となった。東島曰く「想定内」とのことで、実際には新旧ADの世代交代を証明するための出演だった。24時間生挑戦では、映画収録のために滞在中の北陸より応援ビデオメッセージを送った。
のちに芸能マネージャーに転職し、テアトル・ド・ポッシュで佐藤浩市を担当。
2018年3月〜7月に行われたイベント「ゲームセンターCX博物館」では、ビデオメッセージコーナーに出演。同年年8月2日発売「ベストセレクションBlu-ray赤盤」『忍者龍剣伝』では、有野・東島・浦川と共にオーディオコメンタリーへ出演。同年年10月28日、幕張メッセでの15周年イベントにて行われた『忍者龍剣伝』リベンジでは、東島、浦川と共に登場。
浦川瞬（うらかわ しゅん）
3代目AD→ディレクター→番組卒業→フリーディレクター
1982年7月23日（42歳）生まれ、福岡県福岡市出身。西南学院大学卒。血液型O型。2005年入社。小・中学時代は野球部、高校時代は陸上部の中距離選手。「たまゲー」では有野にバッティングを伝授していた。第3シーズンからサポートADとして参加。「1機やらしてもらって、よかですか?」などの名言を生んだ、エース格のAD。番組参加以前のゲーム歴はほぼ皆無だったが、抜群のゲームセンスを誇る。第4シーズン#23『高橋名人の冒険島』ではステージ8-3のみに9時間を費やし、計28時間かけてクリアするなど、ナレーションでは「エース浦川」「ゲームセンターCXの出来杉くん」などと呼ばれた。
第5シーズン以降はチーフADに昇格。第6シーズンでは他番組（主に『百識』）との掛け持ちで助っ人としての登場が減り、同シーズン終了後に番組を卒業。2008年に結婚（のちに離婚）。第10シーズンよりディレクターとして番組に復帰、#75『スーパードンキーコング』から有野の挑戦の編集を担当。
2011年放送のドッキリ番組（フジテレビ）にて、仕掛け人のにせ編集者役で登場した。
第6シーズン#44における、ローマ字のスタッフロールで「URAKAEA（ウラカエア）」と誤植されていた。
第10シーズン#72『ゆうゆのクイズでGO!GO!』では、黒縁眼鏡に髭をたくわえた風貌で登場。クイズの得意分野を「歴史かアニメで」と答えたところ、有野に「浦川その風貌でアニメ言うたらちょっと嫌やわ」と弄られた。
第16シーズン#145のミニコーナー「ファミコン人間国宝ありの」では、彼の結婚生活が有野によってネタにされた。
第18シーズンをもって番組卒業の模様（第19シーズンにはクレジット無し）。以降、『アウト×デラックス』を始めとした地上波番組を主に担当。また、姉妹番組『ゲームセンターDX』の『ゼルダの伝説 トライフォース3銃士』編では、シニアアドバイザーとして登場した。
第21シーズン#246『SUPER R-TYPE』では挑戦部屋へ顔見せ程度に登場。その際に着用していたTシャツの柄に有野は「ペンキ塗ったの?」と突っ込みをいれ、「結構気に入って買ったんですけど」と返答していた。#248のミニコーナー「仁義なき2Pプレイ マリオブラザーズ激闘編」では、勝利直前に有野がリセットボタンを押すほど追いつめたが、再対戦で敗北。
ベストセレクションBlu-rayのオーディオコメンタリーにてバツイチかつ独身であると近況を明かした。それ以前にもDVDBOX13特典映像『がんばれゴエモン2』にて、大須賀が相席居酒屋に一緒に行ったという独身スタッフ4名に浦川が入っており離婚の事実が示唆されていた。
2018年10月28日、幕張メッセでの15周年イベントにて行われた『忍者龍剣伝』リベンジでは東島、笹野と共に登場。
2020年4月2日放送の『アウト×デラックススペシャル』にて、女優・遊井亮子との結婚を発表。2023年に離婚。この件についての生放送等における言及は、即座にストップが入る。
井上侑也（いのうえ ゆうや）
4代目AD→番組卒業→ADとして復帰→ディレクター→番組卒業しフリーディレクター→「株式会社INOKOMAX」代表
愛称「イノコMAX」。
1984年3月8日（41歳）生まれ、福岡県久留米市出身。九州大学芸術工学部卒業。2006年入社。血液型A型。身長165cm。第5シーズンからのサポートADで、渡邊優子とは同期。
浦川やカメラマン阿部と同じ福岡県出身。有野から「この会社、博多枠でもあるんか!?」と突っ込まれていた。ゲームは特に好きでも嫌いでもない。愛称のイノコMAXは有野のみならず、番組スタッフや字幕でも呼称されることが多い。
特技は物真似。レパートリーにビートたけし、板東英二、勝俣州和などがある。2009年4月12日の生放送における『たけしの挑戦状』プレイ時には、有野からの振りに応えるかたちでビートたけしの物まねを幾度となく披露したところ、菅プロデューサーから叱責され、「イノコMAX調子にのるなよ!このやろう!」という視聴者からのFAXが届いた。
ゲームの腕前は有野とほぼ同等で、ここ一番に弱い。菅プロデューサー曰く「負のオーラ」があるとされ、当初は悲壮感漂うBGMとともに登場していた。しかし、回を重ねるごとにゲームの腕前を次第に上げていく。#36『妖怪道中記』ではサポートのために特訓をしたり、挑戦失敗後には一人居残って全6種類中最高のエンドディングへ導くなど、彼の努力の跡に対し視聴者は好感を抱いた。
『ハテナ?の大冒険』ではとんち・なぞなぞ問題で大活躍。そのほかにも東島の得意ジャンルを先んじて解答していた。
寝坊癖がある。マイティボンジャック公開生挑戦でのオープニングにて、寝坊をした際の様子を忠実に再現した寸劇が披露された。収録に参加予定のたまゲーに欠席したり、ファン感謝デーでは寝坊で遅刻した際の電話対応を登場時に再現させられている。ディレクション担当回だった#192の『超絶倫人ベラボーマン』では連絡が付かず、菅が代理でDを務めた。収録には挑戦終了前に参加できたが、王様のコメントによれば2時間30分説教を受けたという。当該回エンディングのスタッフロールではディレクター表記からAD表記に降格されていた。2017年末のスタンプラリーでも寝坊し、自転車で巡回していた菅Pに土下座をして公開説教を受けている。
15周年記念書籍『CONTINUE SPECIAL ゲームセンターCX』のインタビューによると、AP石田との2人体制で制作を続けてきたが、度重なる寝坊のためにAP石田への負担が増大していたという。こうした経緯もあり、石田は「井上を切るか自分を切るかして下さい」と菅Pに直訴するが、判断に困った菅は決断を有野へ委ねた。有野との対話やアドバイスにより、遅刻の原因である酒を断つと約束。また、謝罪文などが書かれたプレートを乗せたケーキを石田に送り、事態は沈静化する。ちなみに、ケーキでの謝罪が有野のアドバイスによるものと石田が知るのは数年後のこと。現在の井上は飲酒を再開しているという。
第6シーズン終了後、浦川と共に番組を卒業するも、第7シーズンにて5代目AD高橋の代役として再登場した。2007年末および2009年春の生放送スペシャルにも参加し、ビートたけしの物真似や「雨の新開地」を熱唱。新たなキャラクターを打ち出したが菅や視聴者から一喝されている。24時間生放送では、「井上の挑戦」と題したプロレスゲーム対決の映像を制作、のちのバスツアーにて再戦が行われた。
漫画『賭博黙示録カイジ』のファン。登場人物であるE班班長・大槻を携帯電話の待ち受け画面に設定していたことを有野に指摘されていた。
第13シーズンよりADとして復帰。初回となる#101『ゴルゴ13 第一章神々の黄昏』から登場した。ちなみに、ニンテンドーチャンネル『ファイアーエムブレム 紋章の謎』の挑戦にてシーズンに先がけて出演している。ミニコーナー「衝撃映像MAX」では自宅アパートにて収録を行った。その際、部屋に置かれた書籍や電気代の未払いについて有野から弄られている。
第14シーズンから仮免ディレクターへ昇格。同シーズン終了後での若葉ディレクターを経て、第15シーズンよりディレクターへ昇格した。ミニコーナー「キャッチコピーをつかまえて…。」を担当。また、第14シーズン#109『ゼルダの伝説 時のオカリナ』からは、有野の挑戦の編集にも参加している。（主に食べ物を使用した）演出の空回りがままあり、有野から微妙な反応が返ってくることがある。
第17シーズン#168『幽☆遊☆白書 魔強統一戦』における松井・東島・有野との4人対戦では、浦飯幽助のコスプレで参加。第19シーズン#200『全日本プロレス』では、恒例のスタッフ三番勝負にてラッシャー木村のコスプレで参加し、プレイヤーキャラとしてもラッシャーを選択。物真似を交えながら有野と対戦した。
2015年7月30日、新宿角座で行われた橋口Pの「GCCXプレゼンツ チャリティーコンサート〜卒業〜」にて司会進行を担当。
第20シーズン#228『クイズ殿様の野望2 全国版』では、歴代サポートADと共にクイズの助っ人として登場。1994年（井上が10歳のころ）関連の問題を次々と正解していき「94年の男」というあだ名がついた。#235『SUPER魂斗羅』でのオープニングトークにて、実家の井上酒店が2013年末に閉店したことが明かされ、「継いでやれよ〜」と有野から突っ込まれている。同放送回の後半では、人事異動により班長となったことを報告。井上班は任天堂公式チャンネルで配信された『よゐこのマイクラでサバイバル生活』の制作を担当している。
第21シーズン#255『新日本プロレスリング 超戦士IN闘強導夢』でのスタッフ三番勝負では、担当Dとしてリングネーム班長州力を名乗り、長州力のコスプレおよび物真似で登場した。2017年12月23日の秋葉原イベントでは3時間の遅刻。自転車に乗って現れた菅Pに土下座して謝罪する模様が放送された。2017年7月29日の「ゲームセンターCX 夏祭りin浅草花やしき」にて、当番組スタッフが演じる時代劇「おぼろ侍」の演出を手掛けた。
第23シーズン#277（初回）にて、第22シーズン終了をもってガスコインを退社し、番組を卒業した旨が菅Pより報告された。
しばらくフリーの映像ディレクターとして活動し、2021年「株式会社INOKOMAX」を設立。同法人の代表となり、秋葉原（千代田区外神田）に事務所を開設。2023年、秋葉原の事務所を解約した。
高橋佐知（たかはし さち）
5代目AD→退社により番組卒業→小学校教員
1985年4月27日（40歳）生まれ。宮城県出身。血液型A型。2007年入社。鶴岡丈志、中山智明、石田希と同期。番組では初の女性助っ人AD。ゲーム初心者だが、収録時には及第点の腕前を見せる。ユーロビート調の明るいBGMにて登場する。有野は苗字から連想し名人と呼ぶつもりだったが、教員免許を保有していることから先生となった。プライベートでの呼び名は「さっちゃん」。
『カービィ』や『ワギャン』、『ロックマン』などにおいて、イラストを交えた攻略法の解説をした際、独特の絵柄に反応した有野がつっこみをいれている。特に『ワギャン』のイラストはかなりのインパクトがあり、『ゲーム化企画』におけるインディーズゼロ社員との飲み会でも披露している。のちに、TGSにて当該イラストがプリントされたTシャツを販売。
第7シーズン#49『がんばれゴエモン〜ゆき姫救出絵巻〜』では風邪を理由に欠席。#50「たまゲーin韓国」および#51「キャラクターゲーム祭り」での登場もなかった。続く#52『超魔界村』でも欠席し、代役の浦川から教師を目指すことを理由に番組を卒業した旨が報告された。卒業後となる#53『クロックタワー』での「たまゲー」は事前収録だったため、ADとして登場している。
2007年12月24日の『クリマスイブ9時間生放送スペシャル』にて電話出演。2008年2月後半から小学校の講師として従事することを報告。また、同放送回での「未公開たまゲー」AP（2007年5月12日収録）にも登場。
2009年8月29日 - 30日放送の『レミングス24時間生挑戦』ではビデオメッセージにて登場。小学校で担当する子どもたちから「絵が下手だね」と言われていることや、夏休み中に教員採用試験を受ける旨を報告した。
2010年4月から千葉県の小学校に務める（5年生担当）。
2016年7月7日の#222『ワギャンランド2』放送回では応援の手紙を番組に寄せている。結婚して夫の都合で奄美大島に在住していること、第2子を授かり現在産休中であることが綴られていた（手紙下部に添えられたワギャンのイラストはあのクオリティのままだった）。
2018年3月〜7月にかけて全国各地で行われたイベント「ゲームセンターCX博物館」における、歴代ADの近況をビデオメッセージで紹介するブースにて奄美大島からのインタビューという形で出演した。
鶴岡丈志（つるおか たけし）
6代目AD→番組卒業→ストリートミュージシャン→J:COM課長→J:COM部長
1980年12月3日（44歳）生まれ、千葉県出身。茨城大学理学部卒。血液型はA型。2007年入社。高橋佐知、中山智明、石田希と同期で、大学を浪人&留年だったので歳は他の同期より年上。第8シーズンで初登場した助っ人。当時20代後半であるが老け顔で頭髪のボリュームが少なめの為有野から「子持ち」「カタカナのツル岡になる」などと弄られた。本人曰く「小池徹平似」だが、有野は「森三中の黒沢」と突っ込んだ。登場初回の#55『カイの冒険』では15時間かけて作ったというお手製のジオラマを用意するなど熱心だった。また、同ゲームへの再々挑戦となった生放送SPでも、夜を徹してプレイし続ける有野を根気よく支えた。
第8シーズン#57『ビックリマンワールド』の回でサポートプレイ中にコンティニューに失敗して挑戦が後日持ち越しとなったり、クリスマス生放送SPで最終100階で巻き戻りアイテムに有野を誘導してしまったり（彼が不在の際にプレイが進んだ際には有野から「鶴岡いない方が進んでいる」「疫病神」と突っ込まれた）と、大切な局面で重大な失敗をすることもある。また、#58では電車の中にカメラの三脚を忘れたエピソード、収録中に居眠りをしてしまった事で、スタッフ座談会では一番出来の悪いADと評価されてしまった。有野と同じく運動やアウトドアは苦手の様子だが、中学時代には野球部に入っていた。趣味は音楽で、バンド経験もある。
第8シーズン終了後番組を卒業。後にビーワイルドを退社。葛西駅周辺でストリートミュージシャンとして活動後、2011年からは制作ではないがケーブルテレビ局に勤務（役職は課長）しつつ、休日にストリートで歌っているとのこと。
第8シーズン#61『東海道五十三次』で、攻略本に記載されていたゲームBGMの歌詞「ももこちゃん恋唄」を披露したところ、有野に「（キーが）一個高すぎ!」大うけされ、鶴岡卒業後は「ももこちゃん恋唄」が鶴岡の持ち歌として定番化。
2009年8月29日 - 30日放送の24時間生放送では、ビデオメッセージで応援ソングとしてアコースティックバージョンの「ももこちゃん恋唄」を披露。菅Pからは、日本各地で弾き語りをしていたと付け加えられた。2010年12月30日放送された年越し生放送、有野30代最後の生挑戦「ももこちゃん恋唄」を熱唱。「有野の挑戦in武道館」では武道館の観客の前で弾き語りで歌い、本人曰く「（一時期歌手志望だったことから）憧れの武道館にやっと上り詰められた」と感想を残した。
2010年1月に行われた、DVD-BOX6購入者特典ファン感謝デー 日帰りバスツアーでは、「ラストコンティニュー」をギターで演奏しながら登場した。
第21シーズン#238コーナー「仁義なき2Pプレイ マリオブラザーズ激闘編」に出演、現在もケーブルテレビ局に勤務し、休日はストリートで歌っているとのこと。ここでも有野から頭髪のことを弄られた。2017年7月29日開催「ゲームセンターCX 夏祭りin浅草花やしき」イベントにゲスト出演した。
2018年3月〜7月にかけて全国各地で行われたイベント「ゲームセンターCX博物館」で歴代ADの様子がビデオメッセージ紹介するコーナーで2017年末の人事で、部長に昇進した事を報告した。
2018年10月28日、幕張メッセで行われた『ゲームセンターCX 15th感謝祭 有野の生挑戦 リベンジ七番勝負』で、『ボンバーマン』の5人対戦の生挑戦の時、ミカン、阿部、岐部、有野と対戦。『ももこちゃん恋唄』をギターを持ちながら歌いながらステージに登場。
以降もイベントでの出演が中心となったが、本放送では#379『ダウンタウン熱血行進曲 それゆけ大運動会』にゲスト出演し、元プレイヤーとして有野に見せ場を譲りつつ、最後は勝ち越しした。
中山智明（なかやま ともあき）
7代目AD→AP→退社により番組卒業→都内の病院で医療補助
1982年6月11日（43歳）生まれ、東京都出身。カリフォルニア州立大学フレズノ校。血液型はB型。身長171cm。2007年入社。鶴岡丈志、高橋佐知、石田希と同期であり、第7シーズン#52『超魔界村』の回からスタッフロールに名前がある。但し一時期番組を抜けていたようで第8シーズン途中よりスタッフロールから名前がなくなっている。第9シーズン#64『ソニック・ザ・ヘッジホッグ』で初登場した。腰が低く極度の人見知り。初登場時の自己紹介も東島が付き添っていたほど。
事ある毎にペコペコと頭を下げる場面が多く、サポートAD時代番組ではその度に独特の効果音（有野曰く「ポンコロン」）が当てられていた。また、不穏なBGMにのって登場することが多い。この効果音は映像を見たスタッフの斎藤信之がお遊びでつけた効果音。
オダギリジョーとはアメリカの留学先の大学の先輩後輩で、映画の製作現場で知り合いフットサルを一緒にする仲だったと、2009年8月29日 - 30日放送の24時間SPで有野への応援メッセージに登場したオダギリジョー本人から語られた。
『ドラゴンボール 神龍の謎』で、挑戦失敗した有野の後を引き継ぎプレイ。その際にコーラが大好きなことをナレーションで告白。8時間の間に5本以上飲み切っていた。
アメリカへの留学経験がある為ある程度の英語の翻訳はできる。『レイラ』挑戦時はエンディング画面の英訳をした。
対戦型格闘ゲームが得意で、中山の格闘ゲーム人生の原点の『餓狼伝説スペシャル』を挑戦ゲームとして推したり、『餓狼伝説スペシャル』の挑戦の時は、ネオジオのネオジオ アーケードスティックを持参しサポートした。休職中の時期、第14シーズン#111「たまゲー」に出演。プライベートでも時折、格闘ゲーム大会に出場している。
当初は生来の人見知りが災いし、目を合わせようとさえしたがらず有野を不安がらせたりもする。しかし、#67の暴れん坊天狗で初の共同作業（有野が攻撃ボタンを連打し、中山が移動の操作）を行った際、息のあったプレーを見せる。その後もWiiのバーチャルコンソール版『くにおくんの時代劇だよ全員集合』では協力プレイで有野の操る「くにまさ」をしきりに肩車して運んだり、生放送スペシャル『たけしの挑戦状』に至ってはテキパキと有野をフォローし、井上と共に「雨の新開地」を何度も熱唱、意外な美声ぶりも披露した。
シーズンを重ねる毎に人見知りは次第に緩和されてように見えたが、有野曰く「治ったんじゃないです、慣れただけです」との事。
歌がうまいため24時間生放送では、スタッフ陣により作詞・作曲されたオリジナル曲「ラストコンティニュー」を歌っており、携帯サイトで着うたをダウンロードすることができる。また、カラオケJOY SOUNDにも中山智明名義で収録されている。
第10シーズン最終回にて番組を卒業とされたが、結局AP（アシスタントプロデューサー）に就任したのみで引き続き番組に残留。APとして「たまゲー」ではADを凌ぐほどの登場頻度だった。有野に「（格闘ゲームの）うまい子」と言われている。
Wiiのバーチャルコンソール版『スーパーマリオカート』ではAD江本と共にサポートに登場したり、24時間生放送の『レミングス』の際にも江本の左腕として3の倍数のステージを担当していたが、後半から江本に交代するなど若干頼りない面もある。
2009年8月30〜31日に放送されたゲームセンターCX 24時間生放送スペシャル内で、井上の挑戦で、井上と中山とのプロレスゲーム対決『テクモ 激闘プロレス 闘魂伝説』、新日本プロレスの道場を貸切って収録された。あべ鍋のコーナーでは、10歳の頃の中山の写真が公開され、中山の自宅で阿部さんが料理する所が放送された。
生放送SPでは冒頭の茶番劇がお約束になり、卒業後も生放送の度にその為に呼び出されている。
第12シーズンでAD江本・AD渡邊と共に番組を卒業し、ガスコイン・カンパニーを退社したが、江本より少し遅れて退社しており、退社前に収録したWiiでの『スーパーメトロイド』挑戦の際に出演している。退社後も第13シーズン#105『北海道連鎖殺人 オホーツクに消ゆ』の「ゲームセンターCXNEWS」のコーナーのお台場合衆国2010のイベント、第14シーズンではミニコーナー「キャッチコピーをつかまえて…。」、第15シーズンのミニコーナー「レト朗読」#123お題『MOTHER』、#126お題『聖剣伝説2』、#127お題『かまいたちの夜』のコーナーに出演。
第17シーズン#158『ファミリートレーナー ジョギングレース』で、リレー走者の一人として出演、#165『ドラゴンボールZ 超武闘伝』でスタッフ5番勝負の対戦相手の一人として登場する等、度々番組内に登場している。しばらく求職中であったため、有野から「ニート」「フリーター」としばしば弄られていた。しかし、2012年9月27日のガスコイン・カンパニーのブログにて、仕事が決まったことを報告されている。有野の挑戦in武道館DVD収録の「武道館ドキュメンタリー ディレクターズカット」の有野・菅・藤本によるオーディオコメンタリー内にて、病院勤務であることが語られている。
ゲームセンターDX『ゼルダの伝説 トライフォース3銃士』編では濱口のサポート役として登場。その後『ポケットモンスター サン・ムーン』編及び『スーパーマリオオデッセイ』編ではナカヤーマ博士として登場した。
井上ほどではないがモノマネができる（松山千春、哀川翔など）。
第20シーズンのコーナー「クイズ ファミオネア」頼みの綱、生電話担当で出演。
第21シーズン#249・#250コーナー「仁義なき2Pプレイ マリオブラザーズ激闘編」に出演。2017年7月29日開催「ゲームセンターCX 夏祭りin浅草花やしき」イベントにゲスト出演した。#254『バーチャファイター2』では、中山智アキラとして、プレイヤーキャラのアキラを使い、有野を熱血指導した。恒例のスタッフ五番勝負で大将として登場したが、有野影丸に負ける。
2018年10月28日、幕張メッセで行われた15周年イベントでは、松井とマリオのコスプレで登場。また、放送ではカットされたが「ラストコンテニュー」の生歌を披露している。
2019年4月29日に行われたゲームセンターCX Symphony に出演、オーケストラの生演奏でラストコンティニューを歌った。#280「ゲームセンターCX NEWS」でイベントの内容は放送されたが、歌っている所の映像は放送されていない。
2020年の300分生放送にも出演。その際、自身が結婚した事を報告した。その時、ちゃんとしたプロポーズが出来ていなかった為、後日電話でスタッフの前でプロポーズをした（しかし、プロポーズというよりも確認に近かったため有野に「違う、中山違う...」とつっこまれている）。
現在は妻子と共に北海道在住、
江本紘之（えもと ひろゆき）
8代目AD→退社により番組卒業→宝石鑑定業→電子カルテ販売営業
愛称「エモヤン」。
1985年9月26日（39歳）生まれ、茨城県出身。血液型はB型。早稲田大学卒。2009年入社。第11シーズン#80で初登場した助っ人の1人（ただし、#79の時点でスタッフロールに名前がある）。初登場時は挨拶だけであったが、#82-83『ロックマン3』の回辺りからアドバイザーとして登場している。
コントローラーを握る親指が大きく反り返っており、有野曰く「エモバウアー」。
ゲームの腕前では一歩劣るものの、手厚いサポートで有野を支え事前に対策を講じておくなど先見性も高く、エース格のADとして活躍している。24時間生放送では『レミングス』攻略に苦戦する有野をサポートし、休憩中の有野に代わってプレイしている際もAP中山が苦戦していたステージを短時間でクリアした。バーチャルコンソール版『スーパーマリオブラザーズ3』でも、有野が数時間かけてようやくクリアしたコースにたった30分（無限増殖も行ったうえで）で戻ってみせた。しかし第12シーズン#94『電車でGO!』では、成績が有野以下（いわゆる「ロケハン失敗」）だったり、『パイロットウイングス』でも、「今回（パイロットウイングスの）ロケハン失敗しております」や「たまゲー」に於いて『ツインビー』の腕前からシミュレーション・シューティングが苦手のよう。
真面目な性格で、『ロックマン3』においてE缶頼りの戦法を取る有野に「フェアではない」と釘を刺した。一方で、『スーパーマリオブラザーズ3』の無限増殖を「簡単には出来ない」とする有野に対し「僕が一気に50機まで増やせたらどうします?」と挑発するなど、時折強気な一面をみせている。実際、ゲームの腕前には自信があるようで、前述の『スーパーマリオブラザーズ3』でも有野のミスに備え、有野に追いつくように別室でプレイしたもう一台のWii本体を有野に渡すという荒業でクリアへと導いた。
第12シーズン#95『2010 ストリートファイター』コーナー「たまに行くならこんなバッティングセンター」では、バッティングセンターのオーナーに有野と江本がサインを求められて、人生初のサイン色紙にサインをした。
第12シーズンで一身上の都合により番組を卒業し、ガスコイン・カンパニーを退社後、宝石鑑定の仕事に就く（年越し生放送での会話より）。時々客に顔バレするという。
「有野課長30代最後の生挑戦」の時に当時ADだったころに挑戦した『パイロットウイングス』にサポートに登場するが、生放送のプレッシャーで不甲斐ないプレイになり有野課長とAD片山、AD高橋（純）の足を引っ張ることになった。また、元AD伊藤茜と共に攻略講座のビデオの収録にも参加したが、本業を終えた夜中の収録だったため、有野に眠そうな表情を指摘されている。
第19シーズン#199『QUIZなないろDREAMS 虹色町の奇跡』挑戦の際、クイズの助っ人として登場。その際に聡美という名の女性との結婚を有野に報告した。
第21シーズン#246コーナー「仁義なき2Pプレイ マリオブラザーズ激闘編」に出演、近況を聞かれ、4LDKのマイホームを手に入れたことを報告、有野に「（AD）辞めてよかった派だ?」と聞かれ、江本は「はい!」と即答で答えた。
2018年3月〜7月にかけて行われたイベント「ゲームセンターCX博物館」のビデオメッセージコーナーで、医者や病院などに電子カルテを売る営業をしている事を報告。
2018年10月28日、幕張メッセで行われた15周年イベントでは、『パンチアウト!!』にリベンジの際に登場した。
以降もイベントでの出演が中心となったが、本放送では#379『ダウンタウン熱血行進曲 それゆけ大運動会』にゲスト出演し、対戦プレイこそしなかったが、いつもの黒テープを貼ったレフュリー服を着て審判を務めた。
伊藤茜（いとう あかね）
8代目AD→退社により番組卒業→新宿の某ショップ店員
1986年10月7日（38歳）生まれ、愛知県出身。日本大学藝術学部卒業。2009年入社。第11シーズン#80で初登場した助っ人の1人（ただし、#79の時点でスタッフロールに名前がある）。江本に付いて登場することが多い。挑戦中に直接ゲームをプレイして有野をサポートしたことはなく（#87『ゴールデンアックス』では、サポートする機会はあったが、有野が彼女を2Pに選ばなかったため、実際にプレイはせず）、ゲームの実力は未知数である（本人曰く入社後初めてゲーム機に触ったらしい）。たまに独り言でヒントを口に出してしまうことがあり、有野を助ける場合がある。また、#86『パンチアウト!!』では手書きのイラストでヒントを出しており、そのイラストは視聴者プレゼントとして扱われた。11シーズン後半以降は裏方メインとなり、24時間生放送では「レミングス攻略講座」への出演等に留まったが、番組ブログにはイラスト描きなどに注力していたと書かれている等、絵が上手く、第13シーズン#104『ゲゲゲの鬼太郎 復活! 天魔大王』や、#105『北海道連鎖殺人 オホーツクに消ゆ』の回でも登場キャラクターのイラスト描きを担当した。
第14シーズンをもって、ガスコイン・カンパニーを退社し番組卒業することを2011年2月末、ガスコイン・カンパニーの公式サイト内で発表した。その後第15シーズン「有野課長30代最後の生挑戦」の「パイロットウイングス攻略講座」に元AD江本と共に出演し久々に番組に再登場した。
最後の出演になった年越し生放送の際、ズボンのチャックが開いていたことを後日有野に弄られた（実際は開いていたのではなく壊れていた）。現在は新宿のとあるショップで働いているらしい。
2019年1月に子供が生まれた事を菅が2019年1月26日のTwitterであかしている。
なお、D市川と結婚した生放送FAXガール担当の伊藤典子は別人。
片山雄貴（かたやま ゆうき）
9代目AD→番組卒業→ディレクター
1986年4月6日（39歳）生まれ、香川県出身。血液型はB型。第13シーズン#101で初登場。2009年秋に入社しており、第12シーズンからスタッフとして参加している。ガスコイン・カンパニーのオフィシャルサイトの似顔絵に猫男の姿で描かれている通り、ツリ目がちな愛嬌のある笑顔が特徴。元野球部。ファーストキスは15歳（中3）の時に彼女の家で、というエピソードをDVD-BOX7特典映像『バイナリィランド』にて披露させられており、娘を持つ父親である有野と初代AP東島の顰蹙を買った。
「戦え課長ファイター」は歌が石田希、コーラスがカーディガンズ（片山・高橋・伊東）。
初登場時自己紹介もなく登場したため、有野は「誰?」と突っ込みを入れた。このやり取りはサポートAD卒業後登場した際しばらく恒例となった。第13シーズン#102『す〜ぱ〜ぷよぷよ』のストーリーモードで詰まっていた有野を声でサポートする際、焦りすぎて有野を困らせてしまったり、時々有野の足を引っ張ることもある。また、絵はあまり上手くなく、第13シーズン#104『ゲゲゲの鬼太郎 復活! 天魔大王』攻略のために4日かけて妖怪大図鑑を作成した際には、有野曰く妖怪のデザインがあまりにもひどいため、作画をAD伊藤が担当した。第15シーズンからは有野の挑戦サポートはAD高橋純平に譲り、「たまゲー」メインで登場している。『オホーツクに消ゆ』挑戦の際に警官のコスプレで登場して以降、警察組織が登場するゲームでは片山ポリスとして警官コスチュームで登場が定番になっているが、年々以前と比べるとサイズがきつくなっていることを指摘されている。「課長ファイター」ではカーディガンズの一人として参加している。
第15シーズン終了後に番組を一旦卒業したが（第16シーズンのEDの番組クレジットに表記がないため）、第17シーズン#158『ファミリートレーナー ジョギングレース』で有野の応援として久々に登場。しかし、登場後有野のペースを乱してしまい、リレー形式で走ったのにフィニッシュを有野に譲らず自分がゴールしてしまうという微妙な幕引きを演出した。また、#165『ドラゴンボールz 超武闘伝』でも対戦相手の一人として登場するが、両回とも登場時に有野に「誰?」と言われてしまった。
第18シーズンでは、片山ポリスとして登場するために6時間待ちしていたこともあったが、#181『ガンスターヒーローズ』より仮免ディレクターとして正式に番組に復帰（ただし井上のようにスタッフロールで仮免扱いはされていない）。
2018年10月28日、幕張メッセで行われた15周年イベントでは、『メルヘンメイズ』リベンジの際に登場。渡とカーディガンズの高橋、伊東と共に簡易ゲージシステムを担当した。
2020年の300回記念の300分生放送及び2025年の400回記念400分生放送のディレクターも担当している。
高橋純平（たかはし じゅんぺい）
10代目AD→番組卒業→ディレクター→退社→番組ディレクター
1987年5月18日（38歳）生まれ、岩手県盛岡市出身、盛岡商業高等学校卒業。大学時代は福祉関係の勉強をしていた。血液型はAB型。2010年春に入社しており、第13シーズン#102で初登場し、『す〜ぱ〜ぷよぷよ』において「有野VSスタッフ五番勝負」で大将を務め、有野が12時間かけて攻略できなかったストーリーモードも1時間でクリアしたり、たまゲーで有野との格闘ゲーム対戦で3連勝するなど、長く番組を支えてきた浦川や番組当初から関わっているスタッフからも「史上最強」と認められるほどゲームの腕前は高い。第14シーズンまでは「たまゲー」メインで登場していたが、第15シーズンからは10代目ADとして有野の挑戦のサポート役も担当している。
私物のカーディガンを着用することが多く、「赤カーディガン」とよばれる。有野が着用したこともあった。第15シーズン「有野課長30代最後の生挑戦」で披露された「戦え!課長ファイター」のコーラスを務めるAD軍団「カーディガンズ（高橋、片山、伊東）」はこれに由来する。
高校時代はサッカー部に所属しており、2005年インターハイに出場している。その頃の影響もあり、有野をサポートする際に熱くなるとタメ口になることがある。有野から「上から目線」「偉そう」と評されることも多く、『ROBOCOP』最終ステージの難易度を説明する際には、「僕『ですら』3時間掛かった」と表現したため、有野に「デスラー」と名付けられた。
『F-ZERO』でコーナリングのナビをするも温厚な口調の上に滑舌が悪く役に立たなかったが、『アレックスキッドのミラクルワールド』では珍しく大声で有野にコンティニューコマンドを叩き込んだ。
AKB48のファンであり、登場する際には「会いたかった」のフレーズが流れる。特に大島優子が大好きで、ポスターくじを粘った結果当てたり、第15シーズン#124で、有野が一発でガチャポンのブロマイドを当てた時に思わず両手を出して貰おうとしたこともある。
15シーズンでサポートADを卒業。卒業したAD片山の後を継ぎ、チーフADに昇格し裏方メインとなるが、たまゲーのロケなどには引き続き登場。16シーズン#141『キャプテン翼』後編では、有野にサッカーの基本を覚えてもらうとしてサッカーグラウンドで有野にサッカーの基本をレクチャーした。また、16シーズンの#143『岩手出張イベント』ではサポートを担当した（その際、高校時代の同級生がイベントに訪れていた）。#144以降は番組クレジットに名前の表記がなくなったものの、その後もミニコーナー「バーコードギャンブラー」にADとして出演している。
第18シーズン#184にてディレクターに昇格するが、初の担当となった『スーパーマリオランド』にて構成作家・岐部が台本を書き忘れるというアクシデントに遭遇。ただし岐部曰く「（高橋は）打ち合わせの時、（AKB総選挙が行われていたため）心ここにあらずの状態だった」とのこと。
第22シーズン#263「キャプテン翼II」に挑戦した際、久々にサポートとして登場。キャプテン翼の台詞を引用し課長にエールを送るが、その際カンペをガン見していた為、有野に「見過ぎやろ!」と突っ込まれ、みすぎカンペー君と命名されてしまった。
2018年10月28日、幕張メッセで行われた15周年イベントでは、『メルヘンメイズ』リベンジの際に登場。簡易ゲージシステムを担当した。
#362の冒頭で元番組スタッフと結婚したことを発表。2023年8月25日の生配信の翌日に披露宴が行われたが、その前日まで収録を終えたばかりのDVD-BOX20の特典の編集作業を行っていたことが語られている。また、生配信と同じ週に収録された#367『サンバDEアミーゴ』にて有野がウェディングマーチの演奏プレイをクリアーした上で高橋の結婚を祝い、披露宴での写真が公開された。
ガスコイン・カンパニーのHPのSTAFF欄に名前が載っていないが、番組のスタッフとして携わっている。
伊東篤志（いとう あつし）
11代目AD→番組卒業→印刷会社の営業マン
1988年6月22日（37歳）生まれ、血液型はO型。岐阜県生まれの埼玉県育ちであり、サポートAD当時も埼玉から通勤していた。ガスコイン・カンパニーには、2011年春に入社しており第15シーズンからスタッフとして参加している。第15シーズン「有野課長30代最後の生挑戦」にて「カーディガンズ」の一員として初登場、第16シーズンから有野の挑戦サポートを担当する。サポートADとしての初登場時、有野に「デザインカットやん! 今までのADの中で一番オシャレやん」と言われる。大きく「F」の文字が描かれたトレーナーを着ていたことから「F伊東」や「伊東・F・篤志（藤子・F・不二雄）」と呼ばれる。このため登場の際にはテーマ曲として『ドラえもん』の主題歌が使われたこともある。
「戦え課長ファイター」ではカーディガンズ（片山・高橋・伊東）の一員としてコーラスを担当した。
有野にゲームの説明をする際など、言葉遣いが非常に丁寧。ゲーム中に声でタイミングやヒントを伝える時に、他のAD達は有野の隣で椅子に座ることが多いのに対し、一歩引いた場所で立ったままの姿勢でサポートを行うのが特徴的。『ファミコン探偵倶楽部 消えた後継者』の放送時には、番組を卒業した片山に代わり2代目ポリスとして登場している。
第16シーズンの#149にて別番組に異動し番組を卒業したことが発表された。コーナー「たまゲー」は、#153まで、出演している。その後お台場新大陸にてAD江川友見と共にガスコイン・カンパニーを退社したことが明かされた。
2015年6月にNintendo公式チャンネルにて配信された『スーパーマリオ30周年SPステージ 「スーパーマリオメーカー」コース制作篇』にて有野が作成したコースのテストプレイヤー（デバッガー）としてスーツ姿で登場。印刷会社の営業をしていることが報告された。
第21シーズン#240コーナー「仁義なき2Pプレイ マリオブラザーズ激闘編」に出演、有野に近況について聞かれ、2015年秋に高校時代から付き合っていた同級生の女性と結婚したことを報告した。
2018年10月28日、幕張メッセで行われた15周年イベントでは、『メルヘンメイズ』リベンジの際に登場。簡易ゲージシステムを担当した。菅が2019年1月26日のTwitterで、2019年1月に子供が誕生していることを明かしている。
松井現（まつい げん）
12代目AD→番組卒業→ADとして復帰→ディレクター
1990年3月6日（35歳）生まれ、沖縄県出身。早稲田大学卒。ガスコイン・カンパニーには2012年入社。血液型はB型。第16シーズン#149にて番組を卒業するAD伊東の紹介により初登場。第16シーズン後半から「有野の挑戦」サポートを担当する1990年代生まれ初であり、平成生まれ初のサポートAD。
なよなよしたオネエっぽい雰囲気を持つ（菅のナレーションでも「オネエアドバイス」と弄られている）。#162 - 164『スーパードンキーコング2』では、普段温和な松井が、セーブを失念しゲームオーバーとなった有野に対し強い言葉で叱責、その模様はのちに視聴者からもネタにされている。
歴代多くのADが有野の横で声をかけてサポートする「声掛けプレイ」が今までほとんど成果を上げられていない中、的確な指示でゲーム攻略に貢献しており、「松井ナビタイム」と表現される（NAVITIMEの広告のイアン・ムーアの画像が毎回出てくる）。
ゲームの腕前も高く、有野がなかなかクリアできず苦戦している場面でも、素早くフォローしてクリアして見せる場面も多い。
2012年4月に入社をしており第16シーズン#138からスタッフとして参加。第18シーズン#178の収録がまだ2014年2月28日であったためか、#177までは登場していたが、#179の2日目の収録前に人事異動で『VS嵐』（ガスコイン・カンパニーが制作）の制作に異動したため卒業。#179では有野の口から「松井が憎き『VS嵐』（当時有野は裏番組にあたる『いきなり!黄金伝説。』に不定期出演していたことから）に異動になった」と報告された。その後、2016年5月にNintendo公式チャンネルにて配信された『ポケットモンスター 赤・緑』挑戦にて久々に登場。サポート兼“良き”ライバル担当であるが、有野がライバルの名前入力をまついと入れようとして誤って「ま」と設定してしまい、ナレーション等で「ま」と呼ばれている。
第20シーズンよりADとして復帰したが、サポートではなく裏方がメインとなっている。#228『クイズ殿様の野望2 全国版』では、歴代サポートスタッフと共にクイズの助っ人として登場、美少女戦士セーラームーンの問題に詳しいことから「さすがロリコン松井!」と有野課長から、突っ込まれた。
第21シーズン#237『熱血硬派くにおくん』では昼食タイムにカメラの前に登場し、有野が20シーズンの「クイズファミオネア」で獲得した叙々苑の焼肉弁当の中で税込3,400円の上カルビ弁当をあみだくじで獲得した。
第22シーズン#257・#258『ロックマンX2』で、学生時代、ロックマンX2をやり込んでいたという事で、ブレザー姿の制服で、有野のサポート。
2018年11月にディレクター昇格。第22シーズン#271『ローリングサンダー』でディレクターとして、初めて有野の挑戦の担当をした。
第25シーズン#323『スーパーワギャンランド』にて、元AD福富ミカンとの結婚を報告。
2023年8月25日の生配信にて第1子の誕生を報告し、秋頃に育児休暇を取る事になり、穴埋めとして後輩の小林恭介がディレクターに昇格している。
矢内英明（やない ひであき）
13代目AD→退社により番組卒業→広告会社
1990年8月6日（34歳）生まれ、福島県出身。血液型はA型。ガスコイン・カンパニーには2013年入社。第17シーズン#176挑戦時、ボス攻略の説明のシミュレーション役として初登場。第18シーズン#179より松井に代わり13代目サポート担当ADとなる。
サポートADになる前に撮影されていた番組映画では、2006年の「ファン感謝デー」再現シーンでVE府川が撮影当日他の仕事で出演できず、代わりに府川役を矢内が担当した。
中学生時代はハンドボール部で、本人曰く「県下でディフェンスマシーンという異名を持っていた」。そのためか#179では番組内でお辞儀・登場と退場の際に中山のようにマシーン音のような効果音が当てられたが#180以降は付かなくなった（それでもしばしばニックネームとして呼ばれることがある）。収録中に有野に呼び掛ける際の声量が大きく、有野がビックリする場面も多い。DVD-BOX11の映像特典『悪魔城ドラキュラ』の挑戦内にて以前付き合っていた彼女に「死ね」と言われた過去、ブログで悪口を書かれたことを告白し、それを有野は「矢内の闇」と称した（矢内本人は「彼女はやさしい子」とフォローを入れていた）。もっと深く聞きたいが収録中のテンションでなければ聞けないと年越しスペシャル番組「2015年を15分で迎えよう」内で語っている。長時間ゲームをプレイしていると「アメリカのおばあちゃん」みたいな見た目になっていくと有野・菅Pの両名に言われていた。
#199『QUIZなないろDREAMS 虹色町の奇跡』挑戦の際、中学校社会科の教員免許を所持しているということで社会の問題を担当をした。
第19シーズン#208にガスコイン・カンパニー退社により番組を卒業することを明かした。次の就職先予定としてコネで北海道の牧場に行くかもしれないと話していたが、第21シーズン#241コーナー「仁義なき2Pプレイ マリオブラザーズ激闘編」に出演した際に、東京の広告会社に就職したことを報告。有野から前述の牧場の件を突っ込まれたが、あくまで候補の一つにすぎず、動物が得意ではない為選ばなかったとのこと。付き合って半年の彼女がいることも報告したが、彼女の親に会った際、急なことだった為に相手の親に「あいさつができていない」と怒らせてしまい、今は会ってくれない状態とのこと。
大須賀良（おおすか りょう）
代理AD→14代目AD→ディレクター→退社
1986年12月5日（38歳）生まれ、神奈川県横浜市出身。血液型はB型。ガスコイン・カンパニーには2011年度入社。第18シーズン#195『戦場の狼』より、別番組の収録で欠席した矢内の代理として登場（それまではフジテレビに出向して『ごきげんよう』のADを担当していた）。大柄で細い目のためか、登場時に有野から「盗賊か泥棒みたい」と言われており、度々泥棒ネタでいじられている。#200『全日本プロレス』では、有野課長VSスタッフ軍団3番勝負では司会兼レフリーを担当し、同シーズン#208で矢内が退社後は、14代目サポート担当ADに就任した。20シーズン#220 『超兄貴』の回からディレクターに昇格した模様。度々、自身の恋愛ネタで有野に弄られることもある。たまゲー等の担当を経て、#225『獣王記』で有野の挑戦の初ディレクターを担当した。
第21シーズン#249『激写ボーイ』では、2016年SP『ゲームセンターCX in四国』で、有野がクレーンゲームで獲ったピンクのパンティを被って、有野にカメラで激写される役を担当した。2017年7月29日開催「ゲームセンターCX 夏祭りin浅草花やしき」イベント第2部でD井上演出の 時代劇コント『おぼろ侍』で、おぼろ侍役で出演（ステージに出て早々に帽子が顔を覆った）。第22シーズン#259『ワンダーモモ』でもおぼろ侍で登場し、ゲームのヒントを伝えるコントを演じた。なおその後もおぼろ侍として出演することもあり、#354『SAMURAI SPIRITS』での結婚報告もおぼろ侍の格好で行っている。
2018年10月28日、幕張メッセで行われた15周年イベントでは、イベント記念ソング「剣を抜け! GCCX MAX」のラップを担当した。
渡大空（わたり ひろたか）
15代目AD→番組卒業→ディレクター→退社
愛称「兄貴」。
1989年6月28日（36歳）生まれ、兵庫県神戸市出身。金沢工業大学メディア情報学科卒業。血液型はA型。ガスコイン・カンパニーには2013年度入社。20シーズン#221『超兄貴』よりサポートADとして初登場。初登場時のテロップには「（中途採用 4年目）」と記されていた。「渡哲也と同じ渡」と自己紹介したことから登場BGMに西部警察の音楽が使われた。また、初サポートのゲームタイトルから「（渡の）兄貴」と有野から呼ばれる。有野との初対面の際には、見た目と違う低い声質のせいか「思ったより、声低い!」とツッコまれ、周りのスタッフから爆笑されていた。
『デッドフォックス』ではゲーム内の回転扉のようにホワイトボードの裏からサポート。昼食時などで抜けることはあったが基本1日中そこにいたみたいで、昼夜の気温差で苦しんでいた模様。後で何らかの手当を出すと管Pに言われたが後にまだ出されていないことが発覚した。
ゲームの腕前は高く、『F-ZERO X』での戻し作業では最終戦までの5戦をすべて1位通過し、ガッツポーズしていた。
第21シーズン#237『熱血硬派くにおくん』にて番組を卒業し、地上波の番組へ移動することが発表された。その際、後輩の加賀しか一緒に飲みに行ってくれないと明かしていた。
第21シーズン#246『SUPER R-TYPE』では苦戦する有野の助け船として、AD加賀に代わり「A（アニキ）-TYPE」として久々に戻し作業を担当。サポートAD時代と変わらぬ腕前を見せた。
2018年11月にディレクター昇格。
2018年10月28日、幕張メッセで行われた15周年イベントで、『メルヘンメイズ』リベンジの際、カーディガンズの高橋、片山、伊東と共に登場、簡易ゲージシステムを担当した。
加賀祐太（かが ゆうた）
16代目AD→番組卒業→退社
1994年9月6日（30歳）生まれ、北海道函館市出身。13代目ADよりも4歳下。血液型はO型。2017年、ガスコイン・カンパニー入社。第21シーズン#237『熱血硬派くにおくん』よりサポートADを担当。初登場時、学生服のコスプレで登場。髪型や学生服の着方が中国人風だったため登場早々有野に「謝謝（シェイシェイ）」と挨拶された。やはり学生服の不良コスプレで登場したカメラ阿部と芸人いつもここからのネタ「ツッコミ暴走族」を演じ、学芸会並みの茶番劇を披露した。緊張していた為、有野の問いかけに決まった台詞しか言えず、有野に「ロープレの村人か」と突っ込まれた。
なお、以降の回でも何故かずっと学生服コスプレのまま登場している。
2017年7月に放送されたSP「ゲームセンターCX on 太平洋〜フェリー」たまゲーのコーナーでは、犬山城下町にある昭和横町で、高校時代の持ちネタ、「爆風スランプのRunner」を披露、サンプラザ中野ばりの声で歌う今まで見せなかった新たな一面を見せた、有野に「高校の時、めっちゃウケてたやろな!この世界入ったら厳しいなと思った瞬間なんやろな」と言われた。船内での船酔いでのダウンはあったが、有野のサポート中は中学校時代の上着、高校時代のハーフパンツの体操着姿でサポートした。ゲームセンターCXチャンネル「GCCXマル秘映像・挑戦未公開 ウンジャマ・ラミー（3）」で中学校時代は合唱部に所属していたことを話した。同年の夏には、富士山に登頂している。
第22シーズン#270『バンパイアキラー』で他番組に移動する事を発表した。
2018年10月28日、幕張メッセで行われた15周年イベントでは、『メルヘンメイズ』『魔獣王』をサポートした。また、イベント応援ソング「剣を抜け! GCCX MAX」のメインボーカルを担当した。
2021年2月からは自身のYouTubeチャンネルを開設し、ゲームプレイ配信を行っている。
岩橋資（いわはし たすく）
17代目AD→番組卒業→システム会社営業
1995年7月6日（29歳）生まれ、神奈川県出身。血液型A型。2018年、ガスコイン・カンパニー入社。入社後もバンド活動をしている。第22シーズン#268『らんま1/2』で、加賀を映した時、すこし見きれて映っている。#270『バンパイアキラー』の番組最後で加賀に紹介された。ゲームセンターCX DVD-BOX15特典映像、有野の挑戦『バイオハザード2』で福富ミカンとゾンビメイクで出演している。#271『ローリングサンダー』初サポート時の登場時に、有野に「あっ誰? 加賀は? 俺の加賀は? 誰? ハマショー?」と言われる。
バンド活動をしていることを明かした際は、有野にADは「腰掛け?」と突っ込まれた。後に、構成作家岐部と共に「あくせく」と言うユニットを組んでいる。
2018年10月28日、幕張メッセで行われた15周年イベントでは、イベント応援ソング「剣を抜け! GCCX MAX」のバックダンサーを担当した。
現在は婿養子として結婚し、時女資と名乗っている。
小林恭介（こばやし きょうすけ）
18代目AD→チーフAD
1996年4月13日（29歳）生まれ、長野県出身。血液型はB型。2019年、ガスコイン・カンパニー入社。令和初のサポートAD。見た目に反した毒舌と自作のイラストを用いたアドバイスが特徴。バンド経験者でベースが弾け、#292『ラフワールド』では、AD福富ミカン、カメラアシスタント片山と共に、即席バンド「ラフ&ワールド」（有野が命名）を結成し、ゲーム内のBGMを演奏した。
サポートAD卒業後はたまゲーでの出演が主となり、お菓子「バナナバウム」にハマり、DVD-BOX19特典『メタルギアソリッド』や#362『マリオカート64』でのたまゲー回では有野に「見る度に太っている」と言われた。
『ミニコーにゃー』ではADネコ林として進行役を務めた。
ADとして番組を支えてきたが、ディレクターの松井が育児休暇に入る事をきっかけにディレクターに昇格している。
猪谷素直（いのたに もとなお）
19代目AD→番組スタッフ→退社
1997年8月9日（27歳）生まれ、北海道出身。血液型はO型。2020年、ガスコイン・カンパニー入社。#317『ゼルダの伝説』からサポートADを担当する。着任早々、有野から「おいなり君」という愛称を命名される。ゲームの腕前はファンからは最強レベルとも言われており#319『ドラゴンズレア』の回では「日本で一番ドラゴンズレアが上手い男」と称され戻し作業も完璧にこなしていた。また、『キャプテンシルバー』や『ホーリー・ダイヴァー』、『サンドラの大冒険』など超難関ゲームのサポートをしている。
優しい風貌や口調が特徴だが、有野のサポートをする時は力強く応援する。
YouTube公式チャンネルでは最初の動画で現在のサポートADと紹介され、サポートADが八重樫に変わっている時期でもYoutube特別編では猪谷が出演する。
2020年から起こったCOVID-19もあり、長きに渡りサポートを担当し、#363『零〜zero〜』まで1人でのサポートAD（約2年4ヵ月）を担当した（この期間は歴代AD史上最長）。
その後、2024年7月に退社することを表明するべく、#382『ミスタードリラーグレート』の放送分に登場した。
八重樫直希（やえがし なおき）
20代目AD→チーフAD
1999年生まれ、北海道出身。2022年、ガスコイン・カンパニー入社。#363『零〜zero〜』からサポートAD担当する。愛称は元々ヨット部だったことから「ヨット君」。主にコスプレした上でのサポート対応が多い。
ゲーム経験はサポートADをするまで無し。
青木剛（あおき ごう）
21代目AD
愛称「博士」。
1998年生まれ、#388『スペランカーII 勇者への挑戦』時に現在26歳と語っている。2023年、ガスコイン・カンパニー入社。挑戦失敗に終わった#387『ARMOREDCORE』からサポートAD担当。
初登場当時交際している女性がいたため、放送中に有野に相談していたが、有野を含む妻子持ちのスタッフに厳しい意見を言われている。
ゲームセンターCX視聴者世代でもあり、当時7歳の頃に『パンチアウト』の挑戦を見ていた事を語られている。
山田直喜（やまだ なおき）
元祖AD→不明
第1回放送の『たけしの挑戦状』への挑戦中にシューティング面で苦戦する有野の助っ人として登場。出演はこの回のみで、第1シーズン4回まで番組制作に参加していたがそれ以降はエンドロールから名前が消えている。後に#237｢仁義なき2Pプレイ マリオブラザーズ激闘編｣にて、初代ADと自己紹介した東島に対して「山田は無かった事にするのか」と有野が突っ込む場面があった。また、DVDイベントやゲームセンターCXミュージアム等でも彼について言及されたことがある。『たけしの挑戦状』回の他、幕張イベントのオープニングVでも当時の姿を見ることはできるが、それらの収録DVDに名前の記載はない。

## その他制作スタッフ
AD以外にも番組スタッフはしばしば出演している。その多くは制作会社であるガスコイン・カンパニーの所属であるが、カメラマン阿部や音声須田などの技術スタッフはライズカンパニー所属であり、その他の所属やフリーの者もいる。
阿部浩一（あべ こういち）
カメラマン
1964年9月16日（60歳）生まれ、福岡県（筑豊地区）出身。血液型はA型
第2シーズン#2の『チャレンジャー』の放送の「たまゲー」内で、有野に代わり『ハングオン』の運転で番組初登場。以後、クイズソフト挑戦の際には車・バイク・映画・グルメ等の知識を活かし有野を強力にバックアップ。だが、第4シーズン#25『クイズ殿様の野望』では、間違った回答を提示した事を菅Pに突っ込まれ、｢うるせいよ!!｣と言い争う負けん気のある所を見せる。
がっしりとした体格で、髪型はリーゼント。元ヤン（走り屋）で今もバイクを乗り回しているらしい。番組スタッフの中でも年長者であり、しばしば脱線して盛り上がる一同を一言で引き締める（『ゲームセンターCXができるまで』より）ほか、菅に対しても、同い年で付き合いが長いため遠慮のない物言いをする。愛車はVMAX 1800（改）。テーマソングは、「ぶっちぎりRock'n Roll」。好きなゲームは『プラトーン』。
挑戦収録中には有野のプレイに対してツッコミを入れたり、たまゲー内にも時折顔を出すなど、最早番組内ではカメラマンの枠を超えた存在になりつつあり、視聴者からの人気もかなり高い。『スカパー!アワード2009』の授賞式には有野に代わり、江本と共にタキシード姿で参加した。
一方でゲームの腕自体はそこまででもなく、有野VSスタッフの対決企画ではスタッフ側の1番手として出る事が多いが有野にやられる事が多く、本人も「恒例の噛ませ犬」と言っている。
漫画家になりたかったこともあるらしく、非常に絵が上手い。番組のゲーム化企画においても、前日に7時間かけて描いたという「つっぱり大名」なる硬派なキャラデザインや、最北端ゲーム紀行で出会った少女をモデルにした「北のメガネっ娘」なる萌えキャラを発表している。さらには『書籍ゲームセンターCX COMPLETE』と『書籍ゲームセンターCX V』では阿部が執筆した「つっぱり大名」の漫画『ガメオベラ〜つっぱり大名外伝〜』が掲載されている。
料理も得意としており生放送SPではモツ鍋をベースにアレンジを加えた「アベ鍋」を調理し、その美味しさは有野やスタッフを驚かせ、ゲームを語ろうやバスツアーでも振舞った。その後もスペシャル企画などでたびたび料理を披露している。
第15シーズン#124『重力装甲メタルストーム』のオープニングで、挑戦テーブルに置いてあったカントリーマアム 抹茶ソフトクリームが食べられており、有野が「食べた犯人は誰だ」と突っ込む場面があったが、後に犯人は阿部である事が判明する。DVD『ゲームセンターCX in U.S.A.』に収録されている『KACHO in U.S.A. ディレクターズカット版』の車内クイズで問題として出題され、阿部本人の口から事の顛末も語られた。無意識に甘い物が欲しくなり食べてしまったようで、有野に「食べた犯人は誰だ」と言われた時、言い出せなかったとの事。
2011年の東京ゲームショーでは、食品衛生士の資格を取り博多あべやを出店したが、後に発売された『書籍ゲームセンターCX V』などで失敗したことが語られており、それをネタにした手ぬぐいや歌詞が登場している。阿部や有野によると、大行列がつくほどの盛況ぶりにもかかわらず、なぜか赤字になったとの事。阿部はショバ代が高かったんだよ!と後日談で語っている。2014年4月17日より「スナックZのまかない料理」というタイトルで料理ブログを開設した。
一児の父であり、第16シーズン#154および#155『メトロクロス』の「たまゲー」では、当時4歳の娘が登場している。
劇場版プロデューサーである東島が低予算を貫いていたため、撮影を担当していた阿部は、劇中に登場するバイクを自身の伝手を使いお金を掛けず用意した。しかし、そのすべてを東島の手柄にされたとDVD『ゲームセンターCX THE MOVIE 1986 マイティボンジャック』収録の「撮りおろし特典挑戦」内で愚痴っており、その事を「カメラの仕事じゃないじゃないですか」と有野から同情を受けていた。
同DVDの特典映像「めいきんぐ」では、コスト削減のため撮影専用では無いクレーンを用意し、撮影用のスモークをクレーンに練炭をぶら下げるといういささか危険な方法で敢行し、阿部自身がクレーンを操作しながら高所からの撮影を行っていた。
DVD-BOX12の特典映像「バイオハザード ディレクターズカット」においてアルバート・ウェスカーのコスプレで前半の一部戻し作業を担当。その際に以前勤めていた会社がゲーム内の実写ムービーの撮影を担当した事を明かし、DVDでも自主規制で収録できない裏話を有野に披露していた（阿部曰く、実写ムービーは青山スタジオや多摩川で撮影したとのこと）。
Nintendo公式チャンネルでもカメラマンとして参加しており、『よゐこのおうちでマリオカートライブ生活』では、濱口のコース作りの最中に撮影している姿が確認されている。
2018年10月28日、幕張メッセで行われた『ゲームセンターCX 15th感謝祭 有野の生挑戦 リベンジ七番勝負』で、『ボンバーマン』の5人対戦の生挑戦の時、ミカン、鶴岡、岐部、有野と共に登場。
岐部昌幸（きべ まさゆき）
構成作家
1977年10月9日（47歳）生まれ、群馬県太田市出身。血液型はA型。番組のブレーンの1人。主に番組台本を手がけており、菅のナレーションも含まれる。第1シーズン#9『スーパーマリオブラザーズ2』の作戦会議で初登場。古いハードやソフトに詳しく、深いこだわりを持つため「ハードのエースが出てこない」等のミニコーナーに解説役として出演する他、有野の挑戦が行き詰った時などにも応援として登場したり、有野対スタッフのゲーム対決など、主要スタッフが参加する場面では必ずと言っていいほど姿を見せるようになっている構成作家。柔らかい物腰と優しげな語り口調が特徴。彼の勧める挑戦ソフトはいつも地味と言われ、第3シーズン#19で『火の鳥 鳳凰編 我王の冒険』を有野に挑戦させてからはそのゲーム内容の地味さから暫く「火の鳥」というあだ名が付いた。
子供のころはセガっ子で、「ハードのエースが出てこない」でもセガ好きであることが窺える。その縁もあり、セガのメディアミックス企画による『Hi☆sCoool! セハガール』が2014年にアニメ化された際には、その脚本を手がけた。本人は担当する番組の中でも『ゲームセンターCX』を一番愛しているらしく、作家としてはよく製作現場に出没し、特に有野の挑戦の収録終盤に見学に来る模様。晴海客船ターミナルホールでのファン感謝イベントでは物販コーナーで自作の同人誌を販売していた。第18シーズン#184の『スーパーマリオランド』の回にてオープニング台本が放送に間に合わないというミスを犯してしまい、遅れて届いた台本を見せしめとして同回の視聴者プレゼントにされてしまった。
極度の潔癖症かつ偏食という面もあり、たまゲーなどの外出ロケではザリガニやナマコが触れずに腰が引けたり、食事で出された料理を食わず嫌いを吐露して食べなかったこともある。好物はうどんと赤ウィンナー。
生放送SPではFAXコーナーを担当しているため、彼のテーマ曲として「サライ」が定着しつつある。
第16シーズン#147の『川のぬし釣り2』挑戦時に有野に入籍報告をしている。
有野の相方濱口の番組も受け持っており、旅行に参加した話や電話をかけたら会議中と言うシーンも見られた。好きなゲームは『火の鳥 鳳凰編 我王の冒険』・『水戸黄門』。
株式会社ガスコイン・カンパニー公式サイトにおける岐部のコンテンツ「キベ宅」は、岐部が依頼して有野が命名したもの。
2014年2月13日に映画『ゲームセンターCX THE MOVIE』のもう一つの物語として廣済堂出版より『ボクはファミコンが欲しかったのに』を刊行。#176『ノスフェラトゥ』では宣伝も兼ねてテレビの前に置かれていたが、有野が松井に下げるよう指示したり、「貧乏な家庭の話」と評価された。
1. 202でサダタローの地元岡山での2人のサイン会の中で、母親を群馬から呼んで登場している。

2018年10月28日、幕張メッセで行われた15周年イベントでは、『ボンバーマン』リベンジにて、ミカン、阿部、鶴岡と共に登場し有野と対戦を行った。
2020年3月20日放送の『ゲームセンターCX mini』 で有野が挑戦した『パネルでポン』では、サポート役として参加。「安い」「安くてもいい」「なんかこそいで!」など、アドバイスとは程遠い言葉で有野をサポートした。同じく2020年6月21日放送の300回記念特番では前述同様のコーチングで、yahoo!ホットワードに「岐部」が25位にランクインした。
2021年3月28日、岐部を主役としたスピンオフ番組『ゲームセンターKBX（キーベックス）』を放送。番組のテーマソング制作のため、accessをモデルとした音楽ユニット「あくせく」を中山と結成した。音効斎藤が作曲を担当した「ENDINGRATULATION」が製作される予定。
菅剛史（かん つよし）
プロデューサー・ナレーター・演出・制作会社社長（スタッフロールではプロデューサー）
1964年10月5日（60歳）生まれ、大阪府出身。血液型はA型。番組開始当初は総合演出（現在もDVDでの菅のクレジットはこの表記）。制作プロデューサーであり、制作会社であるガスコイン・カンパニー社長兼オーナーでもある。そのため有野からは「偉い人」「うちの社長」などと呼ばれることもある。
「有野の挑戦」や番組内の宣伝などのナレーション（通称「天の声」）も兼任。元々は、番組がCS放送で製作費があまりなかったため、ナレーションを務めたとのこと。
基本的に冷静な語り口調だが、通常回で有野のプレイや態度があまりにも不甲斐無い場合や、生放送やイベント等を仕切る際はやや感情的になることもある。挑戦中に有野にヤジやはっぱをかけることもままあり、第3シーズン#18『スーパーマリオワールド』での「くぐれ!」、第12シーズン#94『電車でGO!』での「抜いて!」など、有野がゲーム中に笑ってしまうほどの名言も。なお、「くぐれ!」はそのインパクトの高さから『ゲームセンターCX 有野の挑戦状2』における「くぐれ!ギリジャンMAX」というゲーム能力測定ゲームのタイトルにもなっており、ゲーム中の声も菅が担当している。
2009年8月29日〜30日に放送された、24時間生放送スペシャルでは、自身が初作詞し、作曲を音効の斎藤、歌をAP中山が担当として有野の応援歌『ラストコンテニュー』を完成させる。その後も何かのたびにスペシャル企画にあわせて番組ソングを作詞している。
イベントでの司会や制作発表の場に登場することは多いが、番組そのものに登場することは少ない。また、「ファミコン人間国宝ありの」の聞き手役として出演するように、登場しても後姿であることが多い。
『タモリ倶楽部』のディレクター（2008年9月に多忙のため卒業）、『秘密のケンミンSHOW』のフロアディレクターの経験もある。GCCXとは同局のオールナイトeでも天の声を担当したこともある。また、『ジャニーズカウントダウンライブ』のディレクターも担当しているため、2010年末の年越し生放送では嵐の中継の現場に行くため放送開始直後に出ていってしまった。2016年に開催された横浜マラソンでは、4時間55分で完走しており、ゴールした瞬間を映像で確認できた模様。
ゲームにはかなり疎いため、番組内では『有野の挑戦状2』収録の「くぐれ!ギリジャンMAX」をプレイした程度で、ゲームを触っている描写はほぼ皆無。年代別ゲーム紹介コーナーではタイトルの読み方などに苦労しているらしい。第11シーズン#81『バトルゴルファー唯』の回でゴルフ好き、第12シーズン#94『電車でGO!』の回で鉄ちゃん（鉄道オタク）であることを告白している。第26シーズン#350『Dance Dance Revolution with MARIO』の回では初めて有野とゲーム対決をした。
一方、ゲーム内で有野がキャラクターに名前をつけれる時は度々弄られ、ニンテンドースペシャル『ポケモン赤・緑』ではレベルの高いポケモンに対し、有野はLv.5の『カン』で対決し惨敗させ、挑戦部屋の出入口から有野を睨んだ。
1. 161『ダービースタリオン』ではある馬に『カンバ』と命名し（この回では登場した馬に今までのスタッフも文字った名前がつけられていた）、その後の挑戦でも馬が出てくる度に有野が「カンバや!」と反応している。なお、#175『ノスフェラトゥ』のOPでのカンバ発言後に「流石に引きずりすぎか」と言われた。

大変な筆まめで、番組内のブログやレポート、またガスコイン・カンパニーオフィシャルサイトの日記なども非常にこまめに更新している。
須田祐一郎（すだ ゆういちろう）
音声（スタッフロールではVEと表記）→番組卒業
1967年10月23日（57歳）生まれ、東京都出身。愛称は「須田ちゃん」。3児の父で高尾山（八王子市）在住。機械に強い。#38、#112などのたまゲーのコーナーの食事シーンによく出ている。番組音声の収録の他、VEとしてゲーム画面の収録も担当する。第3シーズン#17『スーパーマリオワールド』前編の回では有野がソフトを故障させた際、スタッフが大慌ての中、一人冷静にソフト端子部をドライバーで削って掃除するというパワープレイを見せ修復に成功した。「ハードのエースが出てこない」ではハードの接続役として登場し、遠方に住んでいるため「巻きで」と言いながら素早くセッティングするのがお決まり（一度、菅プロデューサーに「引っ越せば?」と言われたこともある）。#72『ゆうゆのクイズでGO!GO!』ではディズニー問題やロック問題で正解していたが、#125『子育てクイズ マイエンジェル』ではまったくの戦力外であった。好きなゲームは『アトランチスの謎』。『スーパードンキーコング2』をやりこんだらしい。また、第10シーズンのコーナー内での商品で彼の名刺が登場している。
頻繁には画面に映らないが、稀に登場する際は大抵駄洒落を含んだ発言をし、有野や他のスタッフを呆れさせている。その所為か、たまゲーのロケやDVDの映像特典では、有野や演出に駄洒落や下ネタ担当としてオチとして使われる事がある（たまゲー「ユニローズ」「ゲームコスモス」、DVD-BOX9映像特典『スペランカー』、たまゲイ等）。
第10シーズン#70コーナー「勝手にうたいやがれ」では、東島を「イーストアイランド（東島）」と表現するオヤジギャクで笑いを取っていたという裏話を有野が語っている。
第17シーズン最終回#176「ノスフェラトゥ」挑戦回を最後にクレジットに名前がないため18シーズン以降番組を離れた模様。
挑戦の収録を早く終えて帰りたいのも特徴で、終電をよく気にしている。
『大魔界村』では有野が2周目突入でギブアップを宣言した時にもう一周やらせたい岐部が「須田さんも終電を諦めた」という発言もあった。
さらに、須田がVEを担当している時は「須田時間」という終電までのタイムリミットが設けられたこともあった（ただ、「須田時間」を過ぎても挑戦が続くこともある）。
谷澤宗明（たにざわ むねあき）
整音（スタッフロールではMAと表記。ザ・チューブ所属）
1970年7月11日（54歳）生まれ、東京都出身。愛称は「タニー」。大の阪神タイガースファン。主に編集時に参加するスタッフで収録音声の整音の他、菅のナレーションの収録も担当する。第4シーズンの特集コーナー「ウラワザ ジェットストリーム」で初登場。ダンディで無口な謎の人物という設定だったが、実際は饒舌で陽気な人柄らしく、第9シーズン「ファミコンまんが喫茶店」、第15シーズン「レト朗読」等のミニコーナーに出演し、そのキャラクター性を遺憾なく発揮している。趣味はボウリング。第12シーズン#92、第15シーズン#127、第21シーズン#244など、たまゲーにてボウリング場を訪れた際に有野と対戦するのが定番となりつつあるが、有野には一度も勝利したことがない。#53『クロックタワー』では収録に参加し、有野に攻略法を教示しグッドエンドルートまで到達させた。24時間生放送では「東島真一郎のたまゲー（たまゲイ）」にて、東島と共にバイク（ホンダ v-twin magna）で、千葉・茨城方面を旅行した。イベントの際には頻繁に物販コーナーを担当している。物販にはタニーTシャツが販売されていたこともあった。
第20シーズン#231『クロックタワー2』では、アドバイス前に甥への結婚式のお祝いメッセージを有野に依頼する。
ミニコーナー『DJモンスター』ではバックDJ役、『BAR ドリームマッチング』では、特別VTRの主人公として出演。
酒井健作（さかい けんさく）
構成・企画
岐部と並び、番組のブレーンである。テリー伊藤門下生。岐部とは異なりほとんど番組に出演しないものの、イベントでは撮影スタッフと共に裏方で見守る姿も確認できる。もしもし大作戦では、電話での音声のみで登場し重要な会議の真っ最中であることを告げた。第8シーズン#57『ビックリマンワールド』の回ではゲスト出演し、自身が所有するビックリマンシールのコレクションを披露した。貼って良いシールと駄目なシールについて釘を刺すも、結局有野に全て貼られてしまった。ハンドメイドによる消しゴムコレクションを所有しており、ミュージアムや24時間生放送で紹介された。当該番組以外にも『勇者ヨシヒコと魔王の城』や『ノーコン・キッド 〜ぼくらのゲーム史〜』等の制作にも関わっており、『ノーコンキッド』は『ゲームセンターCX』との連動企画も行われている。
渡邊優子（わたなべ ゆうこ）
AD→ディレクター→番組卒業
1982年11月14日（42歳）生まれ、秋田県出身。血液型はO型。2006年入社。井上侑也と同期。東島達と違い普段ゲームのサポートしないADである（彼女以外にも毎回2、3人がクレジットされている）が、第10・11シーズンのたまゲーに出演し、それ以降はたまゲーを中心に頻繁に登場するようになる。
ふくよかな体型をしており、御座敷ブログでは食べ物に関する話題が殆どを占める。生放送終了後には食べ物を持ちながら現れたり、他のADのブログでも大盛りの冷飯を食べる写真が載ってしまうなど、食いしん坊な一面を持つ。黒を基調とした服装が多く、鋸山では有野と交換した団子を一気に頬張る姿から「黒カービィ」というあだ名を有野から命名される。また、たまゲーにてパンチングマシンをプレイするためボクシンググローブを装着した姿から「魔人ブウ」、ボウリング玉を投げる後ろ姿を獣神サンダー・ライガーと例えられていた。
その体型から、有野がたまゲーや挑戦で大柄な女性キャラクターを見つけると渡邊の声でアテレコしたりする。
非常に笑い上戸で、収録に参加している際は姿が映らずとも頻繁に笑い声が響き渡ってたっている。
第12シーズン#90『ドラゴンバスター』では江本が攻略法を作成している際、隣でスパゲティを食す様が映されている。#94『電車でGO!』では、ゲームプレイをして残り時間で競う夕食の駅弁争奪大会に参加。1位有野、2位VE府川、3位AD江本、4位AD渡邊、5位カメラ阿部という順位だった。第12シーズンをもってAP中山・AD江本と共に番組を卒業したが、その際に番組オリジナルソング「サヨナラゲーム」を歌唱している。番組卒業後、第13シーズン#103『甲子園』放送回のたまゲーで再び登場した。第15シーズン#123『カービィボウル』では、カービィにちなみおはぎを持って登場。有野と1時間以上会話するも、プロデューサー判断で差し入れシーン以外はカットされた。
第17シーズンで、たまゲーのディレクターとして番組に復帰、同シーズン#161『ベスト競馬 ダービースタリオン』から有野の挑戦の編集にも参加している。
2014年に『夏目と右腕』（テレビ朝日）へ異動。#214『夢ペンギン物語』に登場予定だったが、最短記録で終了したため、「ゲームセンターCXチャンネル」で登場している。
第21シーズン#246では収録に参加し有野に弄られる様子が放送され、久しぶりに番組に登場した。
2017年7月29日開催「ゲームセンターCX 夏祭りin浅草花やしき」イベント第2部でD井上演出の時代劇コント『おぼろ侍』で、町娘役で出演した。
2018年10月28日、幕張メッセで行われた15周年イベントでは、前半パート最後に「サヨナラゲーム」を歌唱（放送ではカット）。
その後もテレビ朝日に出向しており、『クイズプレゼンバラエティー Qさま!!』や『爆笑問題&霜降り明星のシンパイ賞!!』などでAPを担当。シンパイ賞ではせいや（霜降り明星）にクリスマスを一緒に過ごそうと二人で約束するも結局振られる一幕が放送されている。
府川由教（ふかわ よしたか）
カメラアシスタント→音声
1986年12月28日（38歳）生まれ、血液型はO型。高校卒業後（工業高校の電気科）。
初登場は第6シーズンの2006年12月23日におこなわれた『ファン感謝デー』にて。カメラ阿部と共に登場し「元ヤン&純朴青年コンビという水と油の関係」と紹介された、笑顔が爽やかな好青年。
第9シーズン#68『マドゥーラの翼』では、口元に手を当て笑う仕草を見た有野に「笑い方が上品ね」と言われる。第10シーズン#77『餓狼伝説スペシャル』では、電気科で培った技術を駆使し、AD中山所有のSNKアーケードスティックの修理を行った。ガスコインの備品FAX、エアコンなどの修理なども、スタッフに頼まれ直している。
第12シーズン#94『電車でGO!』では、有野が挑戦失敗となるも、自ら志願してプレイを引き継ぎ、初心者ながらも僅か6時間で上級コース・山手線をクリアするなど、意外なゲームの腕前を見せた。その腕前を買われ第21シーズン#239『電車でGO!64』では助っ人として参加している。また、電車のイメージが付いたのか、第21シーズン#245『西村京太郎ミステリー ブルートレイン殺人事件』では、AD加賀が手作りのブルートレインで登場する際に車掌として登場した。須田とローテーションを組んでVEを担当していた模様（須田がVE担当の場合はカメラアシスタントに回っている）。たまゲーで『電車でGO!』を見つけた時は有野に代わってプレイしたこともある。
書籍などではアメリカでの武勇伝や交際していた女性とのエピソードが掲載されたが、#173「美味しんぼ 究極のメニュー三本勝負」の回では府川の子供を抱いたという有野のオープニングトークが展開された。2017年5月19日のゲームセンターCXブログにて、子供2人の父親になったと記載されている。結婚後の幸せ太りなのか、みるみる体重が増加しており、現在では初登場時の面影がない程になっている（そのため、『ポケモン赤・緑』ではイーブイ（後にブースターに進化）のゲーム上での見た目から「ふかわどん」とニックネームを有野につけられた）。
うどんを勢いよく食べるシーンでは有野に「食うね」と指摘され、#185たまゲーでは綿菓子に噛り付き、#190たまゲーでの食事シーンでは凄まじい食欲を見せるなど、有野にも「食べるキャラの子じゃなかったのに」と弄られていた。
2017年の年越し放送では、#57『ビックリマンワールド』での鶴岡によるコンティニュー失敗のアクシデントについて触れている。テープチェンジにおけるタイミングのミスから、責任は自分にあると反省し、丸坊主にして次の収録に臨むも、まったく指摘されなかったエピソードを披露した。
伴一誠（ばん いっせい）
カメラアシスタント
1986年7月30日（38歳）生まれ。第11シーズン#87『ゴールデンアックス』で初登場。AD江本・AD伊藤と共に有野のサポート役候補として登場し、有野の指名を受けて協力プレイを行った。また、第12シーズン#91『カケフくんのジャンプ天国 スピード地獄』では有野やAD江本・AP中山が躓いたエリアを初プレイで突破するなど、高いゲームの腕前を窺わせた。#81『バトルゴルファー唯』のディレクターズカット版では「ラスボス」として登場し、有野とゴルフ対決を繰り広げるが2連敗し、有野に「見かけ倒し」と言われた。
飯田美保（いいだ みほ）
AD→AP→D→フリーの制作
東京都出身。血液型はO型。小柄な体格のため、有野からはゲームセンターCXのフェアリーと呼ばれたり、クリスマス生放送で若干映った際は座敷わらしと呼ばれていた。第2シーズンからADとして、第5シーズンから第10シーズンまでAPとして長らく番組を支えているが、滅多に画面上には出てこない。第8シーズン#60『PC原人』の回ではディレクターを務めた。番組内でAD→AP→Dと、東島と同様にその成長を画面から見ることができる。現在はフリーの制作。第10シーズンのコーナーには飯田名刺が賞品として登場している。書籍『ゲームセンターCX V』に収録されている歴代AD座談会ではゲストとして参加している。
中内竜也（なかうち たつや）
ディレクター→番組卒業
1975年8月5日（49歳）生まれ、東京都出身。演出の藤本と隔週で編集を行うディレクター。元料理人ということもあり、料理が得意。ゲームソフト『ゲームセンターCX 有野の挑戦状』内のゲーム「ガディアクエスト」に登場する墓に名前が彫ってある。まれに他のスタッフと共に画面に映る程度で番組に出演した事は無かったが、DVD『ゲームセンターCX メガドライブ スペシャル』の特典の有野の挑戦『ソニック・ザ・ヘッジホッグ2』の最中、深夜のノリで菅Pが戻し作業を中内に無理やり指名した時に初めての出演を果たした。しかし「どのボタンがどう動くか分からない」と言うほどゲームは得意でなく、1機でサポートは終了した。第22シーズン終了を以って井上と共に番組卒業。第23シーズン#277の冒頭で菅から「15周年との節目ということで番組卒業」というナレーションが流れ番組卒業した事が発表された。

瓜生夏美（うりゅう なつみ）
ディレクター
福岡県出身。主に特別編や番外編に参加しているスタッフ。有野から「ミニゴリラ」と呼ばれている（本人は嫌がっている）。カイ生挑戦スペシャルにてお寿司を選り分けている姿が確認できる。24時間生放送では有野に密着し、第11シーズン#89『ドキュメント24』用の撮影を担当した。『ゲームセンターCX24』の特典映像にて登場した際に『たまゲイ』の撮影を担当したことや、最近彼氏が出来たことなどが明かされた。
藤本達也（ふじもと たつや）
ディレクター→演出
1974年9月26日（50歳）生まれ、大阪府出身。細い目とぼさぼさの癖毛が特徴。菅曰く体育会系であり、テリー伊藤の弟子。
第8シーズンの生放送SPにて初登場（これ以前では、マリオワールドがバグった際と、番組本掲載の漫画にて、AD笹野が在籍していた頃のエピソードに登場している）。紹介もなく登場したため、有野から「誰!?」とつっこまれている。一時はこれが定番化し、その後の登場のたびに「誰!?」と弄られることが恒例になっていた。2011年大晦日に放送された「有野課長の史上最も地味な年越し」では、他の番組（『シルシルミシル』等）も担当しているため、アメリカロケに同行できなかったことをぼやいていた。なお、それ以降毎年年末の年越しミニスペシャルに登場するのが恒例となっている。
「『ドラゴンクエストX 目覚めし五つの種族 オンライン』をプレイする有野は、藤本からの友達申請のみ拒否した（色々偉そうな事を言われそうな気がするという理由）」と#149『迷宮島』放送回で語っている。
生放送で恒例のOP寸劇は藤本が好んで導入しているらしく、映像に入る前「V（VTR）行って、V」と藤本が叫ぶシーンで終了になる。
現在はガスコインを退社し、フリーの立場で番組に関わり続けている。
松井信樹（まつい のぶき）
プロデューサー→ブレーン
番組発足時の初代フジテレビプロデューサー。有野曰く「もう番組とは全然関係なくなってる」との事だが、第4シーズン以降現在に至るまでブレーンとしてクレジットされている。韓国ロケに同行し、カジノでは有野に資金として1万円を提供している。酒井と同様にイベントではたまにカメラに混じって見守っている。「年越し生放送! よゐこ祭り 第1部」では、別番組参加で不在の菅に替わって番組に参加し、「夢競馬 有野記念」等の企画に出演した。
斎藤信之（さいとう のぶゆき）
音効
番組内で使われるBGMの選曲を担当、DVDなどで差し替えているBGMの作曲も担当し、使用した原曲に近いBGMを作成する事もあり、作家の岐部からはグレーゾーン音源と呼ばれている。
24時間生放送ではテーマ曲「ラストコンティニュー」を作曲した。その後も作詞・菅とのコンビで番組オリジナルソングを作曲し、有野から「うちの作曲家」と呼ばれる。J-WORKS所属。
普段は番組に登場する事は無いが、生放送直前SPで東島のインタビューを受ける様子が度々確認できる。
野田大輔（のだ だいすけ）
マネージャー
松竹芸能所属のよゐこ担当マネージャー。1980年生まれ。神戸大学卒業。神戸大学大学院中退。2006年松竹芸能入社。2007年に結婚。
第6シーズン#37『ストリートファイターII』初登場。当時はマネージャー就任から半年経過した時期。また、『ゆうゆのクイズでGO!GO!』放送回における有野のオープニングトークにて「今日をもって野田は異勤になります」と視聴者に明かされた。相当なゲーム好きであり、その腕前は有野を上回っている。助っ人ADが不在だった第7シーズン後半は頻繁に登場している。
24時間生放送では直前放送にて仕掛け人として登場、放送開始前には有野と自宅購入についての談話をしていた。
#72『ゆうゆのクイズでGO!GO!』では、得意なクイズジャンルを「なんでも」と答えたり、「GOGO!」と上機嫌に掛け声を発するなど、異様にハイテンションな様子から、有野に「主導権を握ろうとしてやがる」とつっこまれていた。有野の挑戦in武道館ではブルース・リーのコスチューム（「死亡遊戯」の衣装）を纏い、有野の『ストII』対戦相手として登場。その際、チーフマネージャーへと昇格し、TKOの担当となっていることが明かされていた。
第20シーズン途中より再びよゐこ担当となった（エンドロールにも表記されている）。#252『天地を喰らう』に登場。自らが挑戦に要望したソフトは『天地を喰らう』ではなく『天地を喰らう2』だった事を明かし、担当D片山と言い争う様が放送された。#255『新日本プロレスリング超戦士IN闘強導夢』では、ミスターCXとして覆面レスラーとして登場。スタッフ三番勝負では有野とタッグを組みプレイした。
#333『独眼竜政宗』では、プレイ済みのゲームだったため、二度のゲームオーバーを味わった有野を補佐すべくカツラ姿の野田十郎となって登場。また、アドバイス後には2人の子持ちだったことも判明した。
本田悦子（ほんだ えつこ）
タイムキーパー
主に生放送の際に参加している女性スタッフ。出演者としてはWiiのみんなのニンテンドーチャンネルでのバーチャルコンソール版『スーパーマリオブラザーズ3』最終日に初登場し、クリア予定時刻のスケジューリングを行い、有野に直接指示を出した。冒頭で有野を呼び捨てにする、難関ステージ攻略中も淡々と「（数字）分押しでーす」などと宣告する、クリア後に「巻いたのでトークお願いします」と無茶振りをするなど、有野に対して終始横柄な態度を執るキャラクターとなっている。その後のAD江本を加えた3人での『New スーパーマリオブラザーズ Wii』の試遊では、「押してるから行きますよ」と有野に放置されるなどの仕返しを受けた。
年越しSPでも「年越し○分前」と宣言するのが定番となっており、2016年末のSPでは発言を受けた有野から「うるせぇなぁ!」と罵倒されてしまった。
石田希（いしだ まれ）
AP→プロデューサー
1984年5月13日（41歳）生まれ、神奈川県出身。血液型はA型。2007年入社。鶴岡丈志、高橋佐知、中山智明と同期。2010年5月よりビーワイルドからガスコイン・カンパニーに移籍したスタッフ。2代目AP中山のガスコイン・カンパニーの退社直後に彼との入れ替わりでガスコイン・カンパニーに移籍し、そのまま3代目APとなったが、AD出身ではない公式歴代APは彼女が初（第7シーズンのビーワイルド在籍時代にデスクやAPとしてこの番組に係わっており、『ゼビウス観察日記』では、カメラ映りはしていないが、鶴岡とマンツーマンでゼビウスの映像のテープチェックをしながら、観察を続けていた）。
2014年10月に結婚、結婚式には有野も出席した。
第13シーズン#103の『甲子園』で初登場。高校時代野球部のマネージャーを経験しており、菅曰く「スコアーブックをつけられるマネージャー」ということで登場し、野球音痴の有野を励まし、試合のアドバイスをしたり、有野に「はちみつレモン」の差し入れをした。第15シーズン「有野課長30代最後の生挑戦」では、有野の40歳を記念して作られた番組オリジナルソング「戦え! 課長ファイター」を歌った。2012年のお台場合衆国のイベントでは約1000人の観客の前で歌っており、「有野の挑戦 in 武道館」でも水木一郎風コスプレで熱唱している。
その後も課長ファイターをエンディングで歌うことが定番となり、その衣装の出で立ちから、石田希（まれ）フィセントと呼ばれている。
第17シーズン#161コーナー「重大発表」の所で、ゲームセンターCX第3弾製作決定告知と共にP菅から、彼氏が出来た事をバラされた。
第19シーズン#206『闘いの挽歌』からは、プロデューサーになった。
第21シーズン『スプラッターハウス PART2』で、有野が挑戦中に、育児休暇をとっていた石田が、出産した事を有野に報告、生後5か月の娘と登場、有野が抱っこする。娘は2017年1月生まれ。
ミニコーナー「木曜オープニングだけ劇場」では後ろの一般客として出演している。
松村有理（まつむら ゆり）
AD→番組卒業→退社
1989年11月3日（35歳）生まれ、埼玉県さいたま市出身。日本女子体育大学健康スポーツ学専攻卒業。血液型はA型。2012年4月に誕生年度が一緒のAD松井と共にガスコイン・カンパニーに入社したが、松井より4か月早く生まれているため、公式と非公式を含めて彼女が平成生まれ初のADである。Wii Uのニンテンドーeショップ配信のバーチャルコンソール版『MOTHER2 ギーグの逆襲』でテレビ放送に先駆けて初登場し、有野のために差し入れを用意した。第17シーズン#158『ファミリートレーナー ジョギングレース』で大学時代は女子野球部で4番を打っており、たまゲーで訪れたバッティングセンターでその腕前を披露した。第18シーズン#187『シャドー・ダンサー』の出演を最後に他番組『バイキング』に異動となり、その後、ガスコイン・カンパニーを2015年1月20日に退社している。
橋口愛（はしぐち あい）
プロデューサー→番組卒業
フジテレビジョン所属。特番「ゲームセンターCX in Paris 〜有野課長ジャパンエキスポ参戦〜」のたまゲーコーナーにて初登場。ガスコインのスタッフではなくフジテレビサイドのプロデューサーであり、現在同社クリエイティブ事業局クリエイティブ事業映像センターペイTV運営部所属。そのため同チャンネルの「寺門ジモンの肉専門チャンネル」等でも稀に顔出し出演をしている。小学6年の時の遠足のバスの中でズルい女を聴いてファンになる。#200の「DJモンスター」にて『ズルい女』が使用された際に、シャ乱Qファンということで再登場した。メンバーでは特につんく♂のファンであり、彼がプロデュースした「モーニング娘。」のオーディションをかつて受けているが、有野に「絶対（合格は）無理やん」と突っ込まれていた。#205のDJモンスターでシャ乱Qの「シングルベッド」が使用されたときにも出演。#207にも出演した。2015年7月で番組を卒業。
2015年7月30日、橋口の「GCCXプレゼンツ チャリティーコンサート〜卒業〜」が新宿角座で開催、ピンクのドレス風の衣装で登場、Yeah! めっちゃホリディ、ゲレンデがとけるほど恋したいなどを熱唱した。
2018年10月28日、幕張メッセで行われた15周年イベントでは、イベント応援ソング「剣を抜け! GCCX MAX」のコーラスをAD福富ミカンと広報・小川友希の3人で担当した。
2019年6月21日更新の番組アプリ「GCCX ch」『橋口P重大発表』で挑戦部屋に橋口が訪れ有野に直接、結婚をする事を報告した。2019年9月1日、一般男性と結婚式。当日の様子がP菅のツイッターで、ウエディングドレス姿の橋口の写真付きで報告。9月20日のツイッターには、ガスコインカンパニーに、橋口が来社、マタニティ服を着た姿の橋口、小川友希、ミカンの3人での写真と12月に出産予定との事が報告された。
武田祐子（たけだ ゆうこ）
ナレーター→退社により番組卒業
1970年5月29日（55歳）生まれ、山形県出身。元フジテレビアナウンサー。第1シーズンのポケモンスペシャル内の「温泉ゲーム紀行」のナレーションを担当し、以降「たまゲー」やドキュメントと銘打たれた回でナレーションを務めた。他のスタッフと比較し画面への登場は少ないが、お台場冒険王のファンイベントでは司会を担当している。第15シーズン途中〜16シーズンは産休のため降板していたが、第17シーズンで復帰。第20シーズンの最終回（2017年3月16日放送分）のラストに登場し、フジテレビの退社と番組卒業を発表した（その後、第21シーズンのSP放送『ゲームセンターCX on 太平洋』で挑戦以外のナレーションで一時的に復帰している）。
退社後はフリーアナウンサーとしてNintendo公式チャンネルにて配信の『よゐこのマイクラでサバイバル生活』→『よゐこの○○で○○生活』にてナレーションを担当。
鈴木麻里子（すずき まりこ）
声優、ナレーター
1970年1月30日（55歳）生まれ、東京都出身。青二プロダクション所属の声優。出張SPでロケ部分のナレーションを担当した。担当回はSP『in U.S.A. 〜有野課長ロサンゼルスに行く〜』（2011年10月6日）、SP『in ASIA 〜目指せカンボジア代表!〜』（2012年10月5日）、SP『in Paris 〜有野課長ジャパンエキスポ参戦〜』（2013年10月14日）、SP『in VIETNAM 〜ベトナムのゲーム事情 徹底調査&カジノにもリベンジしちゃうよ!SP〜』（2015年7月18日）、SP『in 四国 ゲームお遍路88台めぐりの旅』（2016年7月3日）。
坂田美緒（さかた みお）
カメラアシスタント
第17シーズン #161『ベスト競馬 ダービースタリオン』のミニコーナー「ファミコンスナイパー」で初登場。その際有野に「とうとう出るようになったんや」とぼやかれた。
その後、第19シーズン#212『オリビアのミステリー』にて難解なパズルピースあわせに苦戦する有野をサポート。有野のピースの置き間違いをずいぶん前からわかっていた事で有野に「いやらしい女やで」といわれてしまった。
土屋恵美（つちや えみ）
AP→退社により番組卒業
東京都小平市出身。2013年5月ガスコイン・カンパニー入社。
2016年1月に放送第19シーズン #211『TAITO CHASE H.Q.』回にて有野をサポートした「小平のナンシー」の声として出演。第20シーズン #229『コスモポリス ギャリバン』回のたまゲーのロケにて小平を訪れた際にも、すでに退社していたが、小平のナンシーの声でゲスト出演、有野から当時の有野の現場女子マネージャーとコンパに参加した事をばらされる。その後年末放送された『ゲームセンターCX年越しSP〜2017年を七福神と迎えよう〜』にて同年9月で退社していた事が明かされた。なお、一貫して小平のナンシーと呼ばれ、番組内で顔出し出演したり本名を言及された事は無い。
退社後もイベントなどには時折登場している。
三浦伊織（みうら いおり）
AD→番組卒業
2015年ガスコイン・カンパニー入社
#205「モグラーニャ」の回でクリア手順に悩む有野が「挑戦部屋の中で矢内よりも上手く課長に教えられる自信のある方」との呼び掛けにに自ら手を上げ初登場。しかし答えを全て言ってしまい、有野に「なるべくならヒントを教えてください」と突っ込まれた。この際矢内をサポートしている新人ADだと自己紹介している。
#207「E-SWAT」の回では矢内と2人で2台のメガドライブをそれぞれ使い交互に戻し作業を行い有野をサポート。20分で戻し作業をこなし有野に「時代は変わったなぁ」と感心され、先に別室にて戻し作業を行っていた矢内もあっけに取られていた。
#209「改造町人シュビビンマン」の回を最後にスタッフロールから名前が消えている為番組を卒業した模様。
諏訪原彩（すわはら あや）
AD→番組卒業
第19シーズン#212『オリビアのミステリー』にて難解なパズルピースあわせに苦戦する有野をサポートし、ステージクリアに導いた。中途採用の新人で大須賀の部下と紹介された。第19シーズン終了後番組を卒業した模様だが、有野が番組ブログにて第20シーズン1回目『サルゲッチュ』収録の合間に井上と一緒に彼女のサプライズバースデーパーティが催されていたことを明かしている。
大谷彩（おおたに あや）
AD→退社により番組卒業
2017年7月に放送されたSP『ゲームセンターCX on 太平洋〜フェリー』たまゲーのコーナーのロケ、岐阜県可児市にある日本ゲーム博物館倉庫ロケの「ダイナマイト ドカン」のゲームのシーンで初登場、ナレーションで「絶対音感を持つ大谷さん」と紹介された。
第21シーズン #251『ドラゴンクエスト』の回から始まった、コーナー「学べるゲーム講座」OPでピアノを弾くシーンを担当。これまで演奏したゲームタイトルは、「スーパーマリオワールド」「アトランチスの謎」「ドルアーガの塔」「悪魔城伝説」「ドラゴンクエスト2」。
#254を最後にエンドロールにクレジットされなくなったため、番組を卒業した模様（ただし、O.A.上は#256まで出演）。
福富ミカン（ふくとみ みかん）
AD→番組卒業
1994年6月5日（31歳）生まれ、埼玉県朝霞市出身。血液型はAB型。東京情報大学卒業。2017年、ガスコイン・カンパニー入社。
有野からは「ハッサクのヘタ」と呼ばれている。
第21シーズン #240『ウンジャマ・ラミー』の回から、エンドロールにクレジットされるようになった新人AD。#246『SUPER R-TYPE』の回では、挑戦部屋にいる女性陣D渡邊、AD福富、AD大谷を見た有野が、大（渡邊）中（福富）小（大谷）と大きさに例えた。#250『ドラゴンクエスト』の回では挑戦中に居眠りをしているところを大写しされ平謝り、有野に「かかった!ラリホーの呪文かかったね」と言及された。#252『天地を喰らう』の回では挑戦が夕食までに終わらないだろうと判断し有野にメニューを聞きにくる。#254『バーチャファイター2』では、恒例のスタッフ五番勝負の次鋒で出場する。有野から「白星を課長にあげにきましたってこと?」と言われるも、プレイヤーキャラのサラで有野SHUNに勝利する。
第22シーズン#259『ワンダーモモ』で、ゲームのヒントをD井上演出の時代劇コントの部分で、町娘役を演じた。#262『星のカービィ64』で、ミニゲームスタッフ対決、有野、加賀、阿部、ミカンで3回勝負中1回勝利した。#269から始まったコーナー「密着!ファミコン鑑定士」のOPのリポーター役。
2018年10月28日、幕張メッセで行われた15周年イベントで、『ボンバーマン』リベンジの際、鶴岡、阿部、岐部らと共に登場。応援ソング「剣を抜け! GCCX MAX」ではコーラスを橋口愛と広報・小川友希と3人で担当。
その後、番組公式ブログの有野日記にて番組を卒業し、地上波へ異動した旨が書かれている。後にガスコインを退社。別会社制作のよゐこチャンネルでアシスタントとして登場しており、その際には狐のお面を被ってキツネちゃんと呼ばれていた。
第25シーズン#323『スーパーワギャンランド』で久しぶりに登場し、番組ディレクターである松井現と結婚したことを報告した。
2023年5月に妊娠していた事もありよゐこチャンネルのアシスタントを降板、ゲームセンターCXの8月25日の生配信にて松井が出産報告を行い、生電話にて有野と会話も行っている。
石井貴良
広報
1972年5月18日（53歳）生まれ
ガスコインカンパニー広報担当。大のプロレスファンで#255にて『新日本プロレスリング 超戦士 IN 闘強導夢』に挑戦した際、実際に開催された「超戦士 IN 闘強導夢」第2回大会の私物パンフレットを持参。有野にレスラーの解説をした。その際有野には「初めてこんなに喋った」と言われている。
1. 198では未来屋書店とのコラボ企画で、未来屋書店側のディレクターだった。

小川友希
広報
1988年2月9日（37歳）生まれ
ガスコインカンパニー広報担当。番組に正式に登場する以前より番組ソング「剣を抜け」でコーラスを担当したり、GCCXCh.に登場していた。第24シーズンミニコーナー「占いゲームの館」で占い師リトルリバーとして出演。第25シーズンミニコーナー「オープニングだけ劇場」では一般客として有野の後ろで出演。第26シーズンミニコーナー「KACHO×FAMILY」ではサーニャの母役でセット後ろから出演した。
また、#311にて『美少女戦士セーラームーン』に挑戦した際には、自ら幼少時代からのセーラームーンへの思いの丈を語り、家族で宿泊やヒーローショーを観覧した際の写真等を提供し、ADに変わり有野の挑戦をサポートした。
#342『クロックタワーゴーストヘッド』ではゲーム内で出てくる人形『千夏』の服装に寄せて登場し有野にヒントのアドバイスをしたが、笑い方も千夏そっくりだという事を弄られた。
海外のソフト挑戦時は許可取りにも専念し、#319『ドラゴンズレア』では挑戦前に菅Pから「小川さんの頑張りによって許可が降りた」と讃えられた。
楠田健太
ディレクター、所帯持ちであり、#331『スノーブラザーズ』でのたまゲーの収録中に出産報告が行われている。
#290『スペースチャンネル5』にてサポート初出演。リズムが掴めていない有野に手拍子でサポートするもゲーム音が聞こえなくなり逆に足を引っ張ってしまう。
その後もタンクトップ姿で度々挑戦のサポートをするが、あまり力になれないことが多く、#331『スノーブラザーズ』ではスロット経験があることから目押しのサポートをしたが、目当ての1UPは1回しか取れなかった。しかし、#360『魂斗羅スピリッツ』ではラスボス戦でのルーレットで急遽サポートし、目押しを何度も成功し汚名返上した。
第25シーズンからサポートADではない楠田の出番が顕著に増えたが、実はあまり前に出たがらないAD猪谷の為に、自分が担当Dを勤める回は自分から出ていくという前人未到のスタイルで進んでいる。
第27シーズンミニコーナー「キケンな安全地帯」では進行役として出演。

## 登場キャラクター

### 王様ファミリー
コーナーの合間には「王様」「女王様」「王子様」と呼ばれる『ドラクエ』風ドット絵のキャラクターが登場し、有野や番組に対しコメントをする。ゲーム内容を詳しく紹介する際にも登場し、コメントをする。挑戦内でのコメントはプロデューサーの菅が考えており、時折有野やADに対してツッコミが入る事がある。エンディングにキャラクターがつぶやいた呪文を公式ホームページ上で入力すると、サイン入りゲームソフトと名刺プレゼントの抽選に応募できる。
第1シーズンの呪文は意味のない文字の羅列だったが、第8回のチュンソフトの回からは呪文に意味を持たせ、第2シーズン以降は王様・女王様からのコメント形式となる。第11シーズンでは希にCMを挟んで紹介する事がある。去り際に「次回の挑戦ソフト」のヒントを言うこともある。
第17シーズンでは10周年を記念し同シーズン中のみ冠や部屋の装飾品が変わっている。
王様
誇り高い口調でやや辛口。6の倍数シーズンでは敵モンスターに襲われ、洗脳されたり姿を変えられたりする。第12シーズンラストでは、オニてんぐによって100日間石になる呪いをかけられた。第13シーズン初回となる#101『ゴルゴ13 第一章神々の黄昏』の冒頭にて元に戻っている。第24シーズン初回にはドクロキングに氷漬けにされ、エンディング前でペンギンの姿になって脱出。最終回では部屋の氷が溶け始め、エンディングで元の姿に戻った（王様の被ったダメージは寒さだけらしい）。
女王様
女王様は、大人しく可愛らしい口ぶり。第4シーズン冒頭で王様と入れ替わりで登場。以降第6シーズン冒頭で後述のブラックサターンに攫われるまで王様の代わりを担当した。
王子様
王様と女王様の間に儲けられた息子。主にDVD登場し、当初は語尾に「〜なのら」「〜れす」と付けるなど舌足らずで子供っぽい喋り方が特徴的だったが、DVD-BOX4以降は成長したのか、しっかり発音できるようになった。第12シーズン開始の際冒頭でCS放送版に王子が初登場するが、オニてんぐに攫われてしまう。#100『レッキングクルー』で解放され、王様を助けた。

### ゲストキャラクター
ドクロキング
王様達にも第6シーズンでは波乱の新展開が訪れる。有野にエンディングを見せないようにすることが目的の悪の化身「ブラックサターン」の襲撃により女王様が攫われ、王様が「ドクロキング」という悪魔に変えられてしまう。なお、菅曰くこの手の展開を6シーズンに1回やりたいとの事で、6シーズン毎に何かが起こるのが定番化している。
ドクロキングは特に妨害をしてくる訳ではないが、有野がエンディングをたくさん出して、王様を元に戻してほしいと女王が懇願する。前半で連敗続きだったものの、第6シーズン最終回で有野が勝ち越しを決めた事によりブラックサターンは消滅。女王様を取り戻し、ドクロキングも元の王様に戻る事が出来た。
なお、第7シーズン第9回で挑戦した『クロックタワー』は挑戦初ホラーゲームという事で、挑戦の合間に登場する王様がドクロキングになっていた。
第24シーズンでは突如出現し、王様を氷漬けにしてしまう。その後、自力で抜け出すも王様はペンギンの姿の状態で24シーズンを続行し、最終回で再び姿を現すと王様を元に戻し去っている。王様とは別人での登場だが王様の事は知っている。
ブラックサターン
王様達の城に突如現れた悪の化身。「これ以上有野にエンディング画面を出して貰っては困る」と女王様を攫い、王様をドクロキングという悪魔に変えてしまった。しかし第6シーズン最終回にて、有野がシーズン勝ち越しを決めた事で発生した光を浴びたことにより消滅した。
落ち武者キング
第12シーズン冒頭で王子が悪の総帥・オニてんぐにより攫われ、駆けつけた王様がオニてんぐの呪いによって変えられてしまった姿。オニてんぐの忠実な僕だが、特に妨害などは行わない（当初は挑戦の失敗を願っていたが、そのうち普通に応援コメントするようになった）。有野がたくさんのエンディングを出すことで王様が復活する点はドクロキングと同じ。王様の面影が全くない落ち武者の姿をしており、背景もレンガの上に敷かれた畳と「C」「X」の掛け軸が掛かったレンガ模様の襖になっている。#100で有野がシーズンを負け越した為、自力で脱出した王子の手によって元の姿に戻ったが、オニてんぐの最後の力で100日間石像にされてしまった。
なお、その100日の間に配信されたWiiみんなのニンテンドーチャンネルの『スーパーメトロイド』では王様が普段どおりに登場している。
オニてんぐ
24時間生放送の成功に感動し、気を抜いていた王様達の城を急襲した悪の総帥。玉座に居た王子を攫い、更に呪いで王様を落ち武者キングの姿に変えてしまった。出現時のBGMは『ドラゴンクエストIII』の戦闘曲のパロディ。#100でシーズン初の負け越しという結果になり王子の手によって倒されたが、最後の力で王様を100日間石にしてしまった。
エレファントキング
第18シーズン冒頭で登場したタキシードピエロの呪いにより、王様がゾウの姿に変えられてしまった姿。特に有野を敵対視しているわけではなく、王様としての意識は保っている。中央の台座から一歩も動かず、背景には「CIACUS（サーカス）」の看板を掲げたテントと「C」「X」の旗が立てられている。姿はゾウだが、服装は変わっていない。喋るときは語尾に「〜ゾウ」と付け、「パオーン」と鳴く。タキシードピエロが出題する、番組にちなんだクイズに1つでも王様が正解すれば元に戻れるといわれ、クイズに答えることになる。出題の際は『ドラゴンクエストIII』の戦闘シーン風の画面になり、正解できない場合は1ポイントのダメージを受けてしまう。王様のステータスはレベル18、初期HPは10、作戦名は「ガリガリいこうぜ」「きもちだいじに」「ヒントをおしえて」「せいかいさせろ」。続く「ふせいかい」によりHP3になったことでメニュー画面の色が緑になるが、残りHP1の状態で正解し元の姿に戻り、第18シーズンの後半は通常通り進めた。
タキシードピエロ
10周年記念プロジェクトの終了で気を抜いていた王様の前に現れた2人組のピエロ。呪いで王様をエレファントキングというゾウに変えてしまった。片方が玉に乗っているが、戦闘画面では同じ外見の色違いになっている。その正体は本物のタキシードピエロに姿を変えられた女王様と王子様だった。